# Basiliek Sainte-Marie-Madeleine van Vézelay
De Basiliek Sainte-Marie-Madeleine is een oude abdijkerk in Vézelay in de Franse regio Bourgondië. De basiliek, die sinds 1979 op de werelderfgoedlijst van UNESCO staat, was oorspronkelijk de kerk van de gelijknamige benedictijnerabdij, die behoorde tot de observantiebeweging van Cluny.

## Geschiedenis van de abdij
Zoals vaker gebeurde werd de abdij van Vézelay gesticht op de plaats van een late Romeinse villa  die behoorde aan een zekere Vercellus, wiens naam later verbasterde tot Vézelay. De villa kwam in handen van de Karolingische graaf Girard II van Roussillon, die er twee vrouwenkloosters stichtte. In de 8e eeuw werden die verwoest door Moorse en Normandische plunderaars. In 858 werd het hersticht als benedictijner abdij onder leiding van de cluniacenzer monnik Badilo, waarmee het tegelijk onder de invloed van Cluny kwam. Rond 1050 begonnen de monniken van Vézelay te beweren dat ze de relieken van Maria Magdalena zouden bezitten. Deze zouden uit het Heilige Land zijn meegebracht door Badilo, de stichter van de abdij, of door zijn gezanten. Niet veel later verklaarde een monnik van Vézelay dat hij op een sarcofaag in St-Maximin in de Provence een voorstelling had ontdekt. Daarop was te zien hoe Maria Magdalena in Bethanië het hoofd van Jezus zalfde. De monniken van Vézelay beweerden dat het gebeente van Maria Magdalena vanuit die sarcofaag naar hun abdij zou zijn overgebracht. De bedevaart die dat veroorzaakte, maakte de bouw van de prachtige romaanse abdijkerk mogelijk. De consecratie vond plaats op 21 april 1104. Vézelay bleef een belangrijk bedevaartsoord, zelfs nadat de belangrijkste relieken in de 16e eeuw door de hugenoten waren verbrand. De basiliek is een van de startpunten van de Pelgrimsroute naar Santiago de Compostella.

## De buitenkant van de basiliek
Dit meesterwerk van de romaanse architectuur van de 12e eeuw staat al vanaf 1840 op de lijst van historische monumenten. Het koor is vroeg-gotisch. Tussen 1840 en 1861 werden delen van de basiliek gerenoveerd door Eugène Viollet-le-Duc

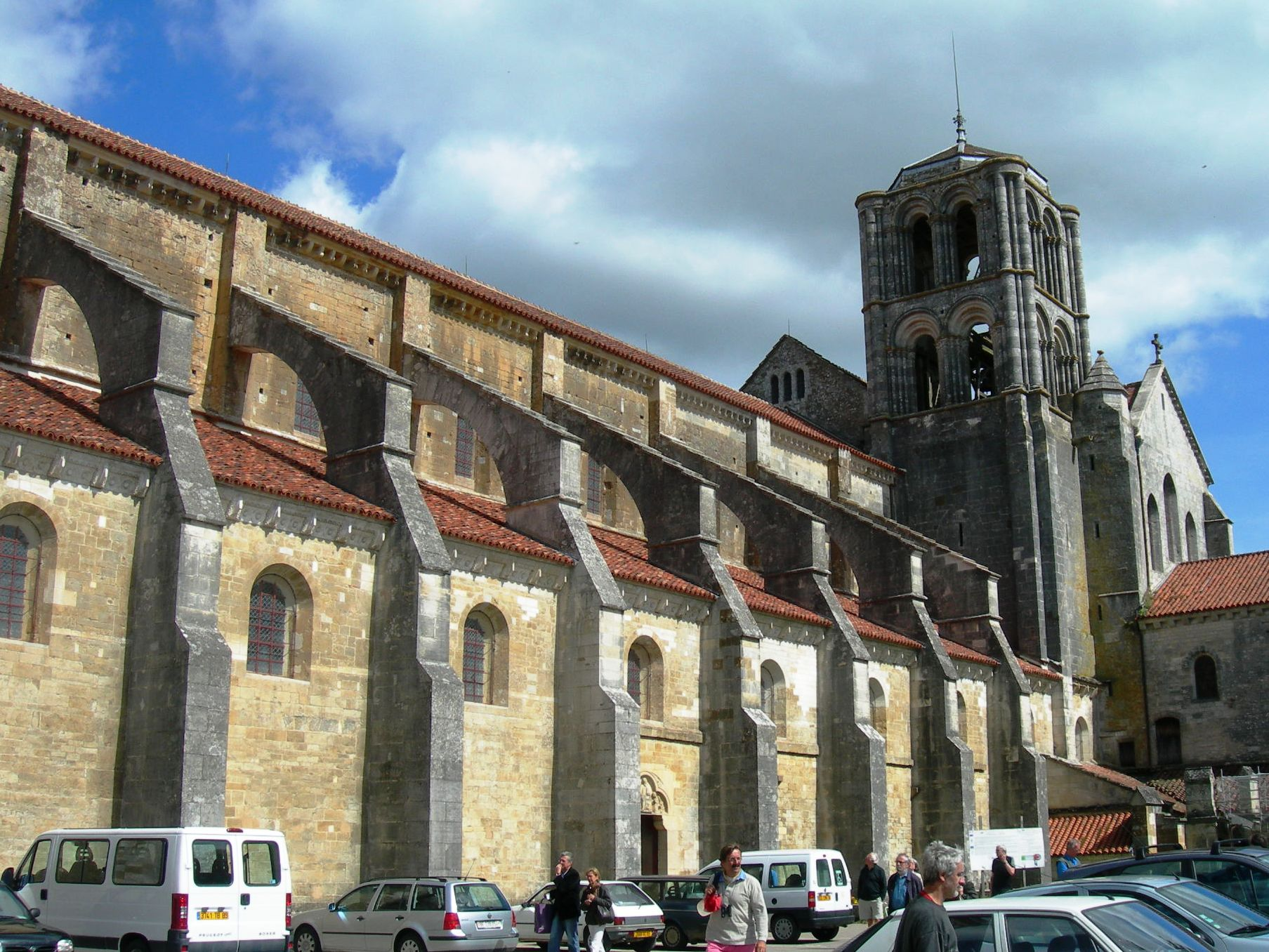
Zuidelijke zijgevel van de basiliek. Foto genomen vanuit het westen naar het oosten. Op de achtergrond de dwarsbeuk met de toren Saint-Antoine.
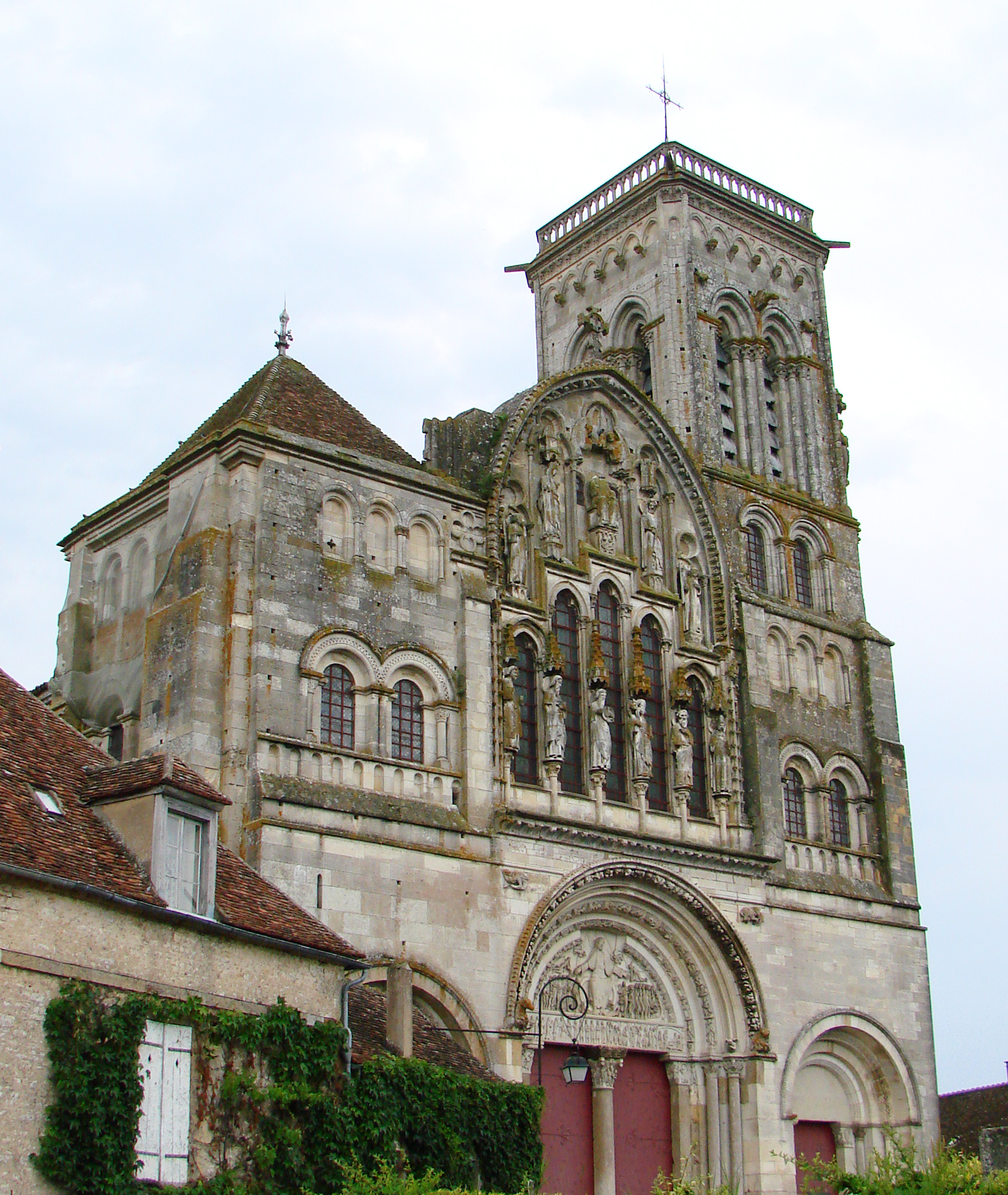
De westgevel van de basiliek met zijn drie portalen, alleen het grote centrale portaal heeft een gebeeldhouwd timpaan.
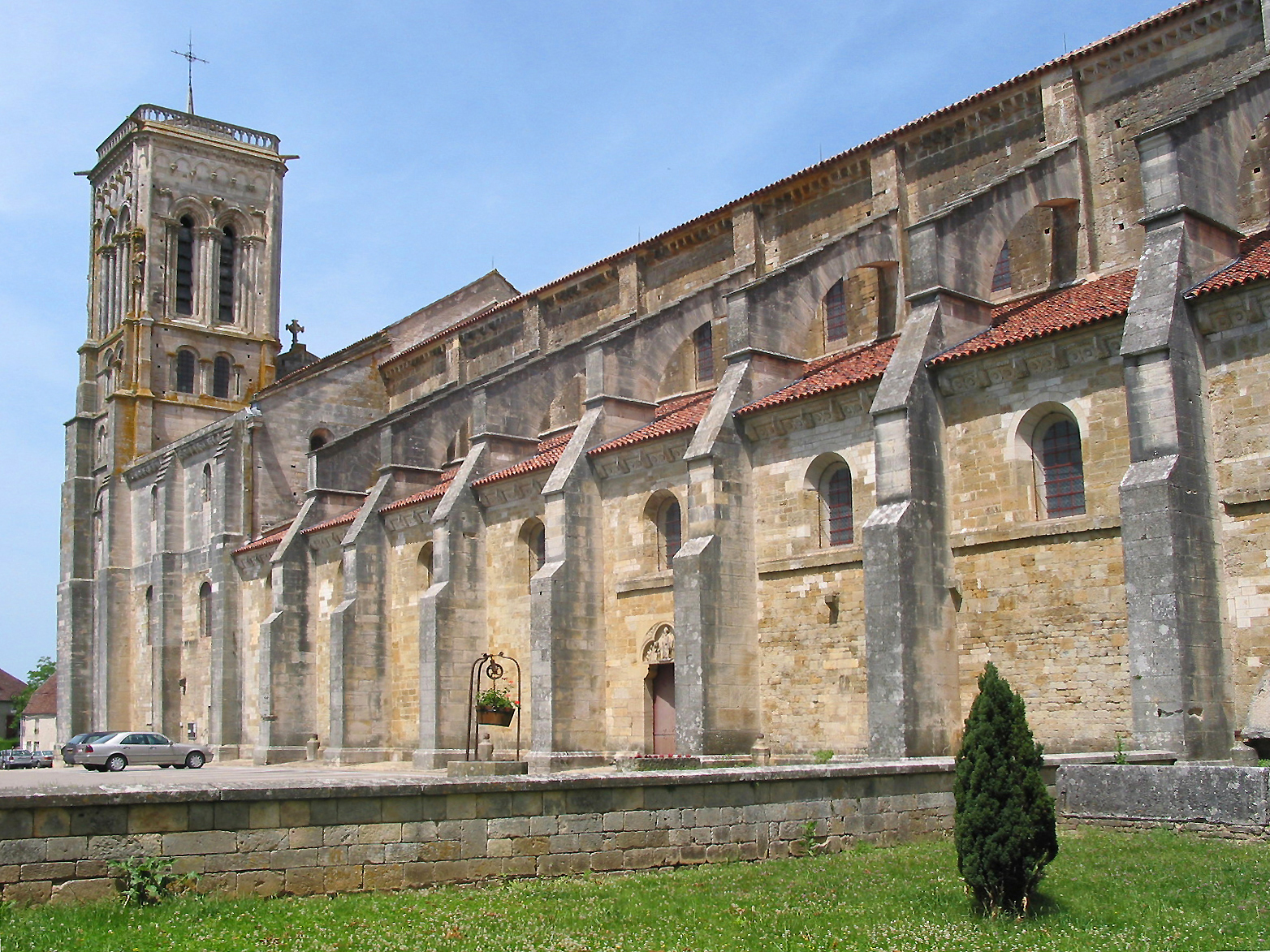
Zuidelijke zijgevel. Foto genomen vanuit het oosten naar het westen. Links de toren Saint-Michel, daarachter de narthex met een verdieping en het schip.
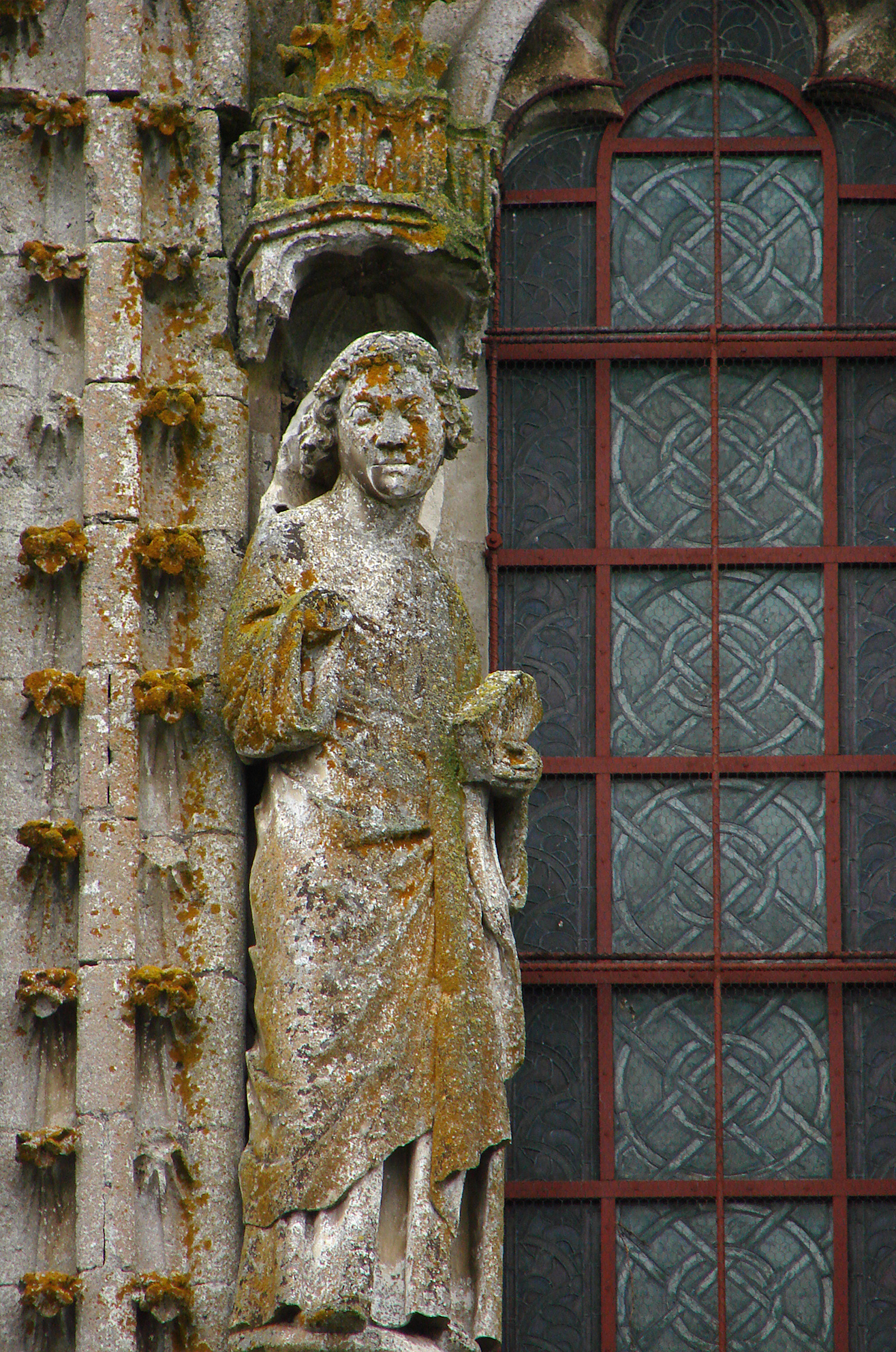
Gevel van de basiliek Sainte-Marie-Madeleine: beeld van Johannes de Evangelist.
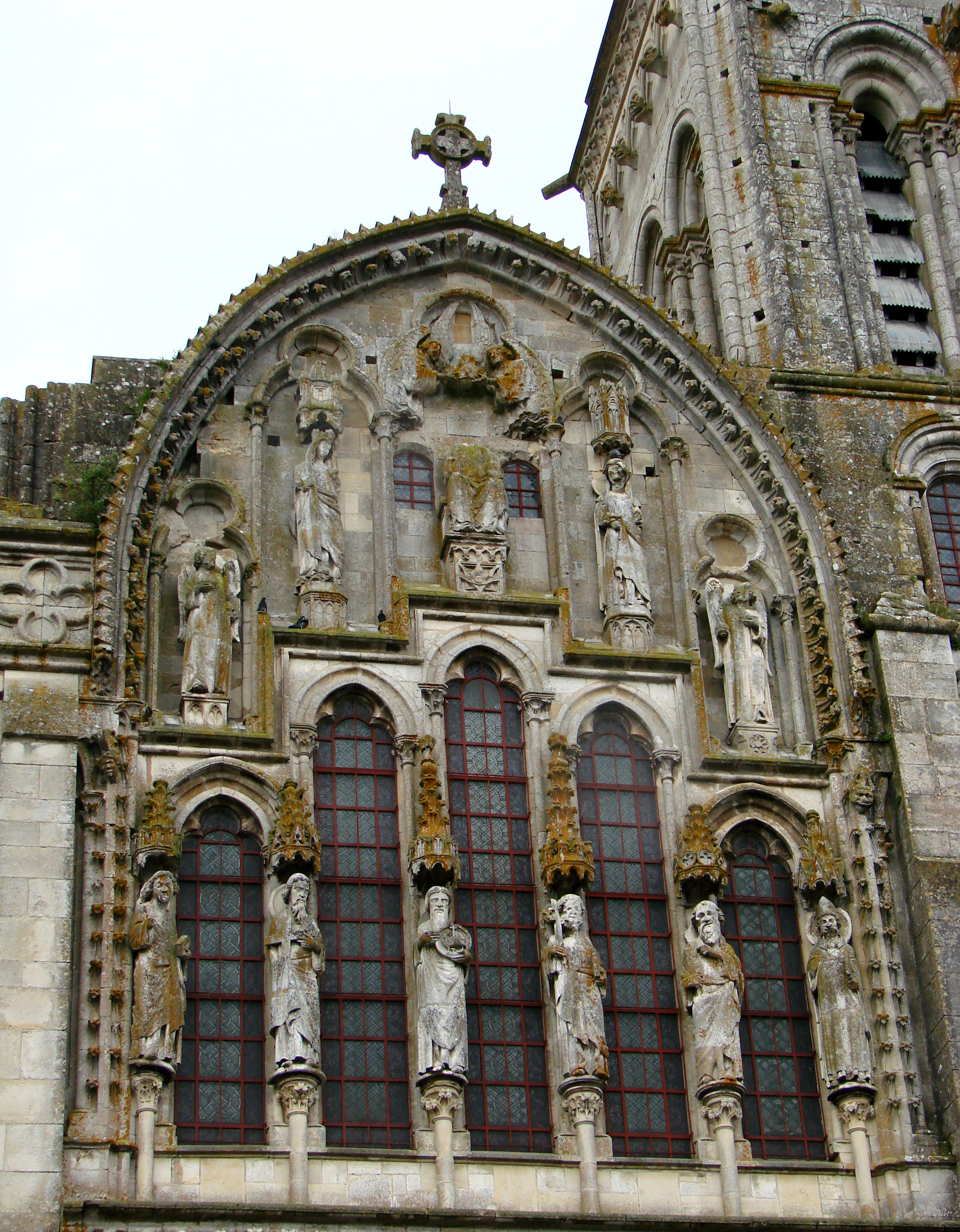
Gevel van de basiliek Sainte-Marie-Madeleine de Vézelay: de verlengde vensteropeningen met heiligenbeelden eromheen; 13e eeuw.
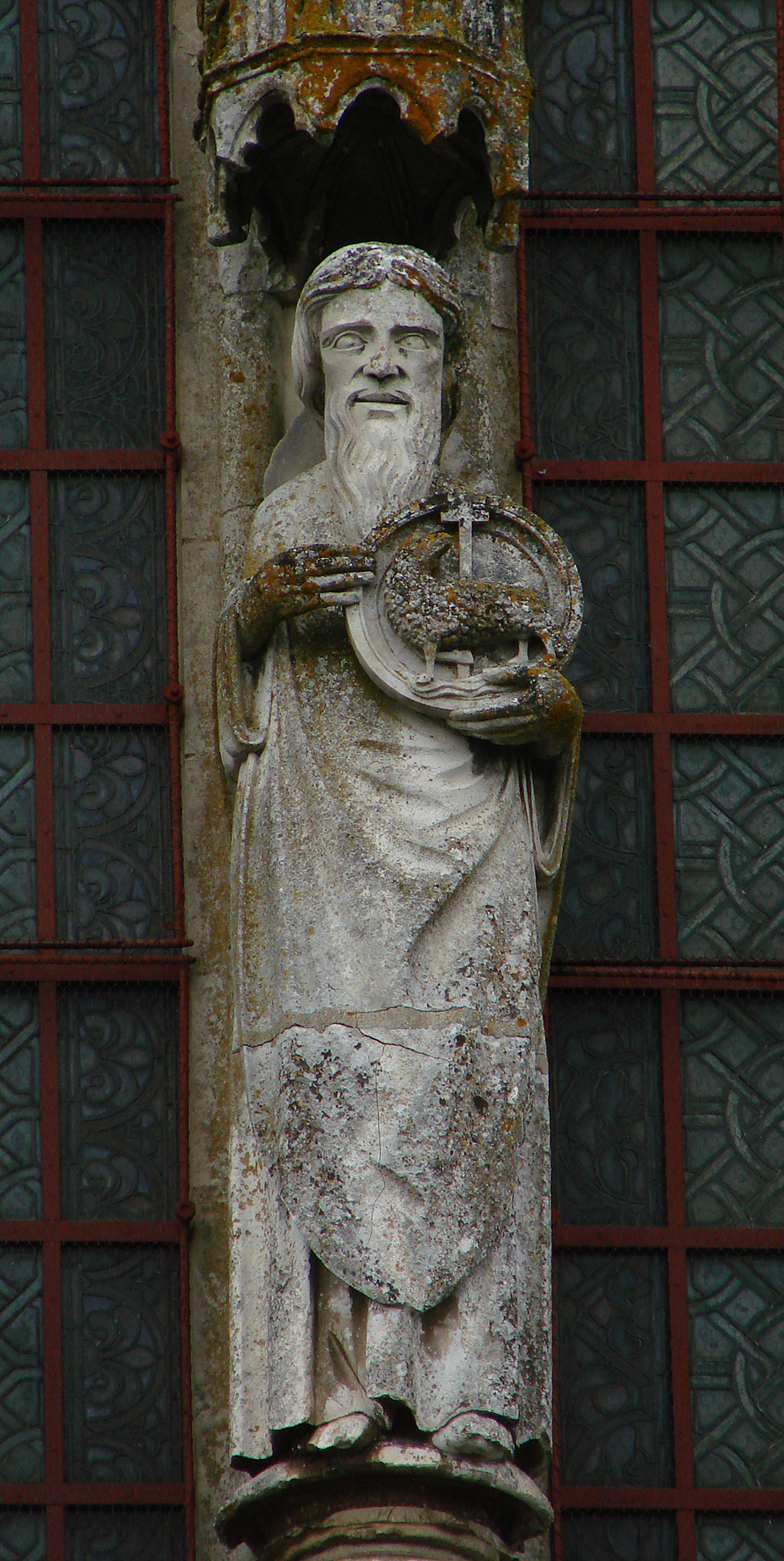
Beeld van Johannes de Doper.

### De westelijke gevel
Deze gevel kreeg in de 19e eeuw na een grondige verbouwing zijn huidige gedaante. In de 13e eeuw was het oorspronkelijke gebouw al gewijzigd door de toevoeging van een fronton met puntdak en smalle vensteropeningen. Er zijn drie portalen, waarvan alleen de middelste een timpaan heeft.
Het fronton heeft een zeer merkwaardige functie. Want niet alleen dient het ter maskering van de onregelmatigheden in de gevel - wat alle frontons doen - maar het dient ook als timpaan voor de gewelven van de narthex en de vensteropeningen in het laagste gedeelte van het fronton laten licht toe aan de narthex. Ook loopt een fronton zelden uit op een spitsboog, zoals hier.
De beelden in het bovenste deel stellen in de top een tronende Christus voor in zegenende houding met het Evangelie in de hand; twee engelen houden een grote kroon boven zijn hoofd, rechts van hem staat Maria, links Maria Magdalena. Op de flanken staan twee engelen.
Tussen de slanke vensteropeningen van het laagste gedeelte van het fronton staan vijf heiligenbeelden: Johannes de Evangelist, Andreas, Johannes de Doper, Petrus, Paulus et Benedictus.
De basiliek zou twee torens krijgen, maar de linkertoren is nooit gebouwd. De gotische rechtertoren uit de 14e eeuw, de Saint-Micheltoren, heeft een plat dak dat toegankelijk is vanuit de narthex.

### Het timpaan van het Laatste Oordeel

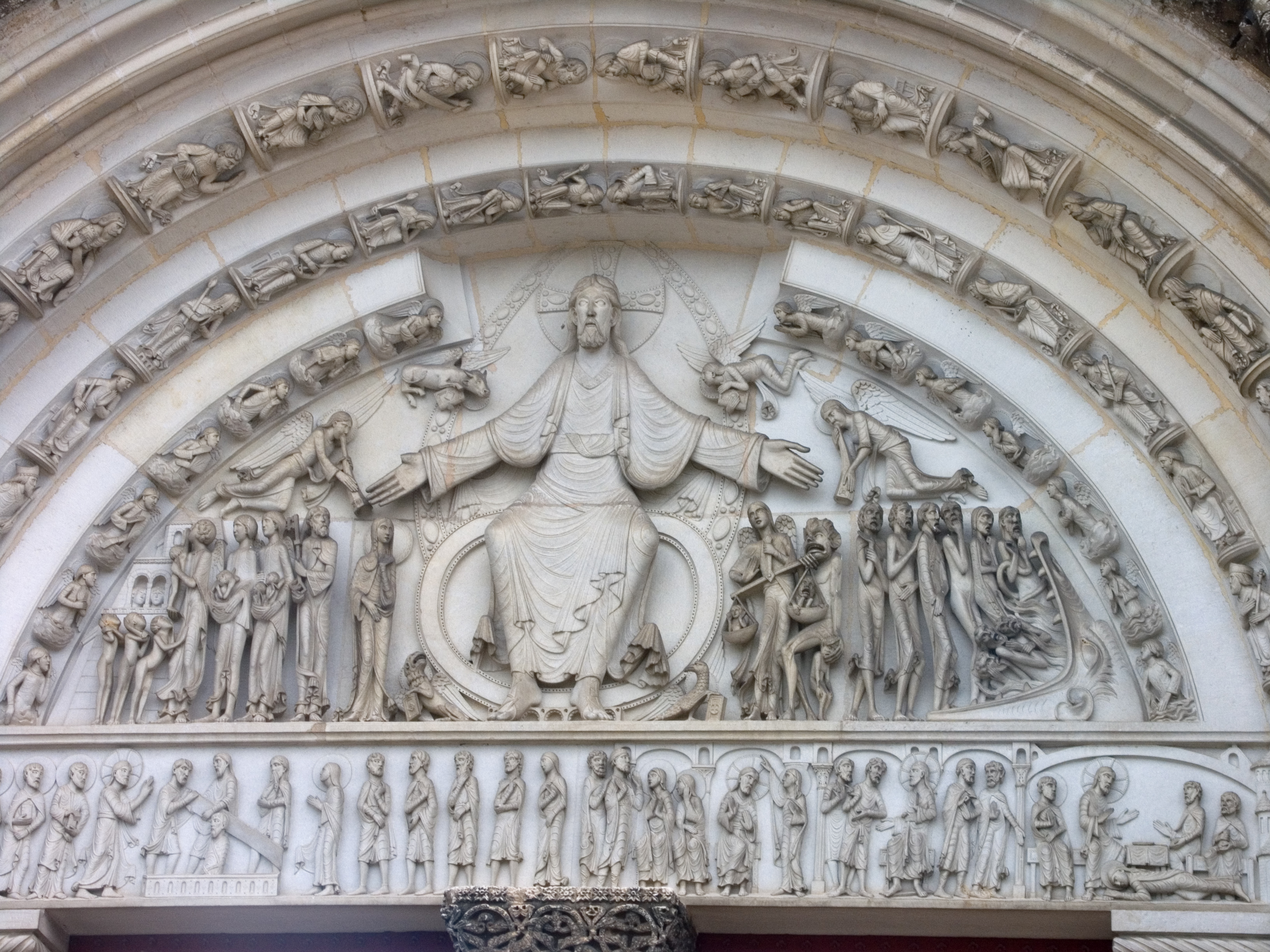
Het timpaan van het hoofdportaal met de voorstelling van het "Laatste Oordeel".

Het timpaan boven het centrale portaal van de gevel stelt het Laatste Oordeel voor. Het werd in 1856 vervaardigd door de beeldhouwer Pascal, onder toezicht van de architect Viollet-le-Duc. Het in neo-romaanse stijl uitgevoerde werk ondervond aanvankelijk sterke kritiek maar werd later wel als geslaagd beschouwd. Het oorspronkelijke timpaan, dat tijdens de Franse Revolutie kapotgeslagen werd, heeft een plaats gekregen tegen de buitenmuur van het achtste travee van het schip, aan de zuidzijde.
De compositie is klassiek en geïnspireerd op voorstellingen van het Laatste Oordeel uit andere Romaanse kerken, met name die van het timpaan in de kathedraal Saint-Lazare in Autun. In het midden beheerst Christus in mandorla het beeld, met wijd gespreide armen. Aan zijn linkerhand weegt aartsengel Michael de zielen, een afschuwelijke duivel aan zijn zijde. De veroordeelden, veelal naakt, gaan naar de hel en verdwijnen in de muil van een monstrueuze Léviathan. Aan de rechterhand van Christus staan Maria en Petrus met sleutel en gaan de uitverkorenen naar het Hemelse Jeruzalem.
Rond Christus zijn de evangelisten in de gedaante van hun symbooldieren afgebeeld: bovenaan Lucas en Matheus, onderaan Marcus en Johannes.
De latei, onder het timpaan, toont episodes uit het leven van Christus.

## Het interieur van de basiliek

### De narthex
De narthex heeft zijn eigen symboliek; hij is in principe voor de gelovigen een plek van bezinning en boetedoening alvorens de kerk binnen te gaan. Nog niet gedoopten en degene die het licht nog niet ontvangen hebben (de pinkstergedachte) mogen de kerk niet betreden.
In de narthex van Vezelay wordt dit gegeven op bijzondere wijze geïllustreerd in het timpaan in deze ruimte. Hierin worden de apostelen bevangen door de heilige geest de wereld in gestuurd om de volkeren te bekeren. Na de bekering mogen de gelovigen binnentreden en opgaan naar het licht.
De tussen 1145 en 1150 gebouwde narthex is romaans; hij werd in navolging van Cluny gebouwd om de opstelling van processies te vergemakkelijken. Hij heeft een diepte van drie traveeën en is, net als de kerk, ingedeeld in drie schepen. Vanuit de narthex verschaffen drie portalen, elk met een gebeeldhouwd timpaan erboven, toegang tot de kerk.
De brede tribunes of galerijen van de narthex zijn een bijzonderheid want ze bestaan niet in de kerk zelf. Ze beslaan de twee zijbeuken en het derde travee van het middenschip. Deze laatste galerij (boven de grote toegangsdeur naar de kerk zelf) kijkt uit op het middenschip van de kerk. De balustrade van de centrale galerij is versierd met een fries met mijterbogen. Een zeer belangrijk detail: het graatgewelf boven deze galerij is gotisch en heeft spitsbogen. Het is een van de eerste voorbeelden in Frankrijk van zijn soort; de andere gewelven zijn romaans met sterk verhoogde ribben. De galerijen boven de zijbeuken kijken uit op de centrale galerij via kleine rondbogen op zuiltjes.
Eugène Viollet-le-Duc, die narthexen "porches fermés" (gesloten voorportalen) noemde, beschouwde die van Vézelay als een van de meest opmerkelijke van de Middeleeuwen en maakte er een aantal zeer fraaie schetsen van..
Het hang- en sluitwerk van de deuren in de narthex en de buitendeur van de noordelijke zijbeuk werd vervaardigd door Pierre François Marie Boulanger.

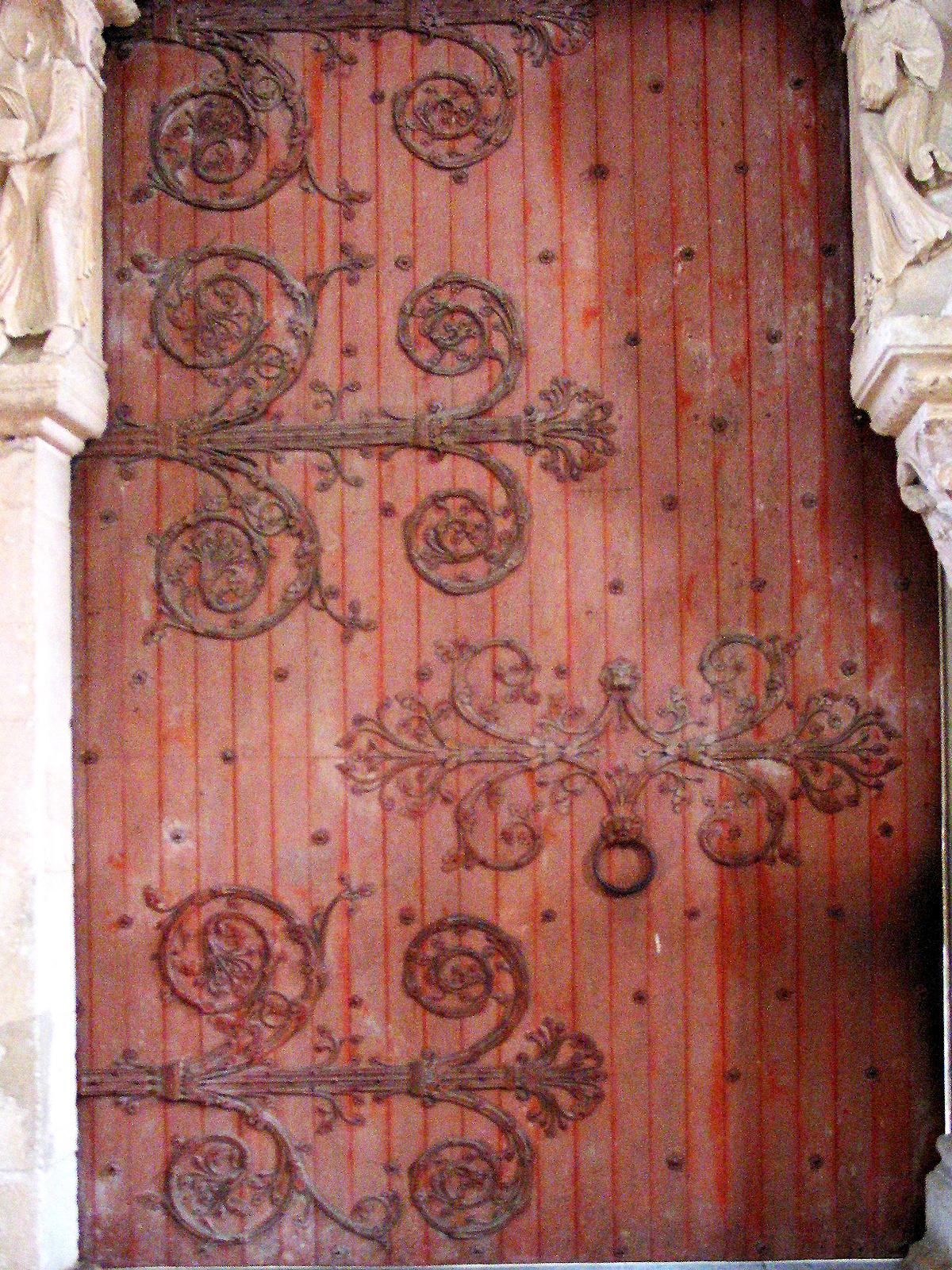
De linkerdeur van de narthex.
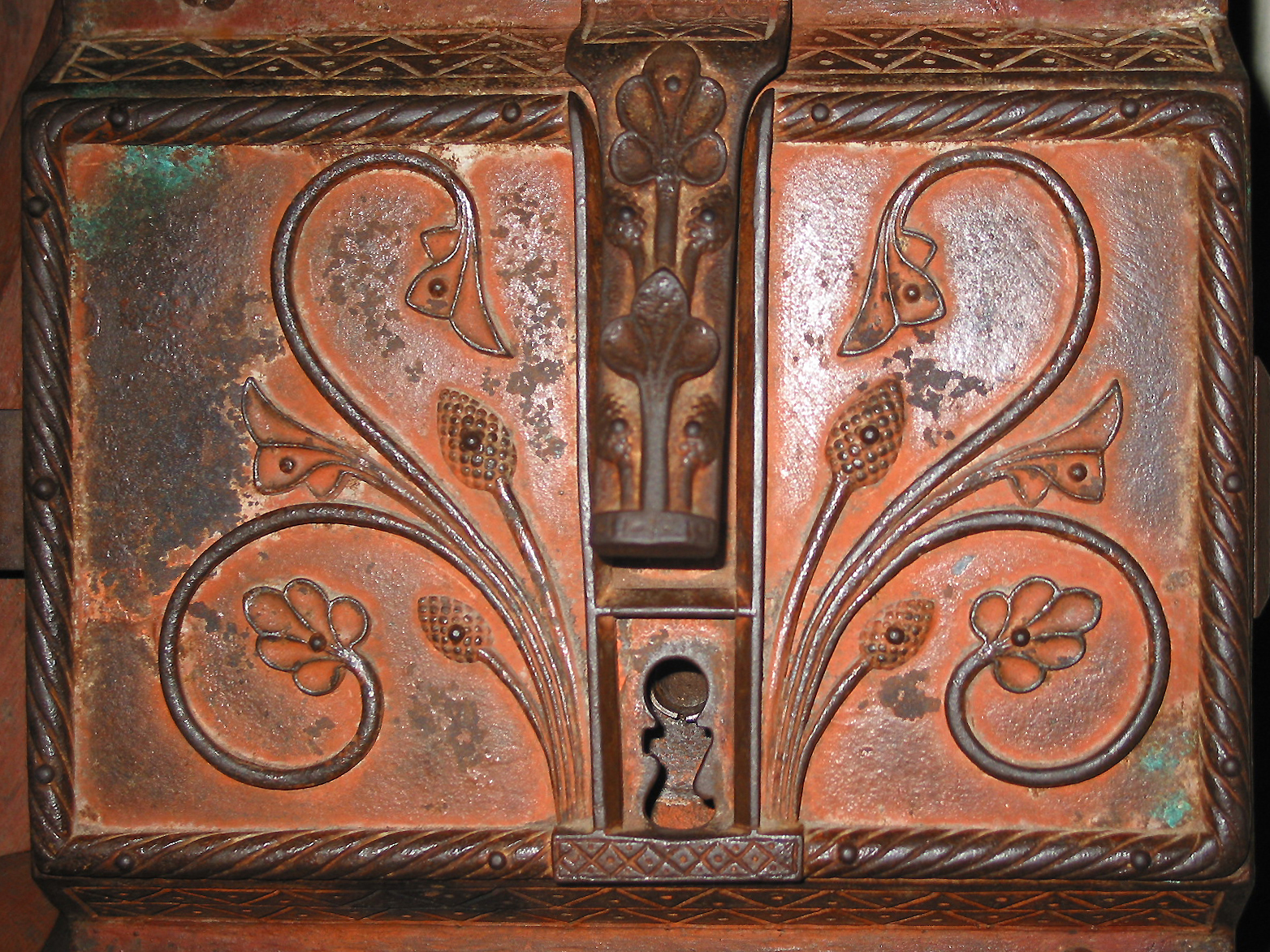
Slot van de deur van de narthex.
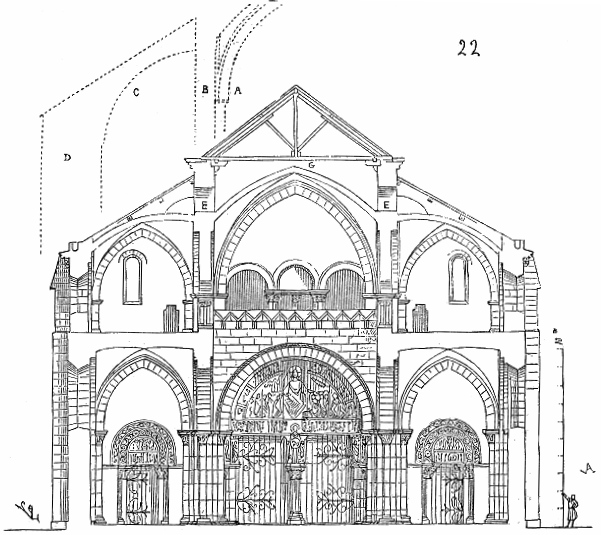
Doorsnede van de narthex of voorschip.
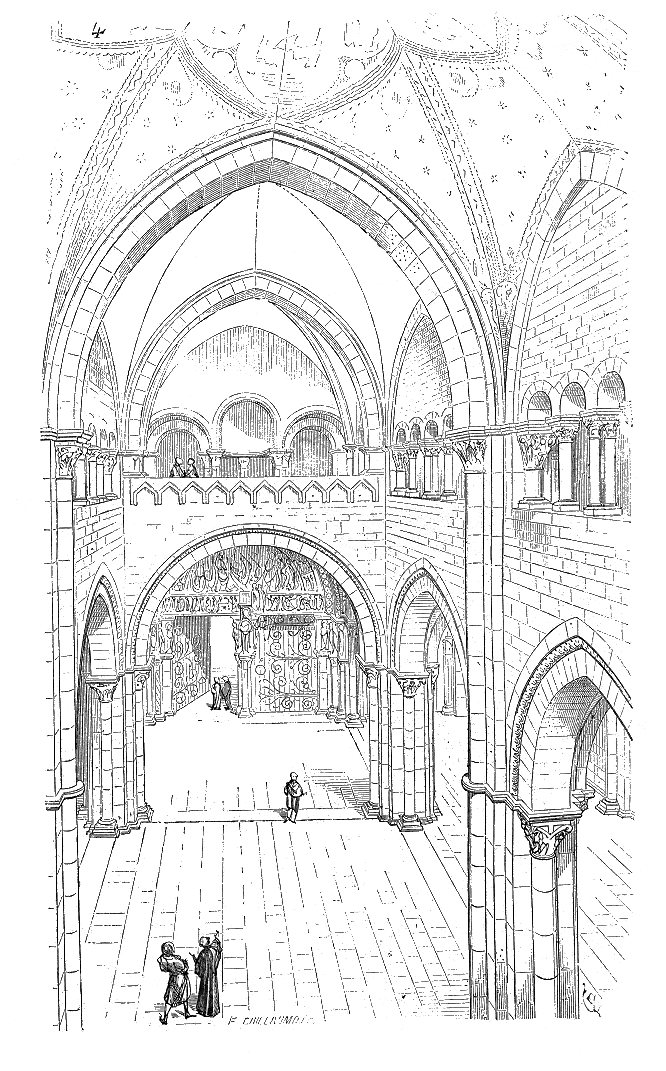
Perspectieftekening van het interieur van de narthex, gezien van de galerij langs de gevel.
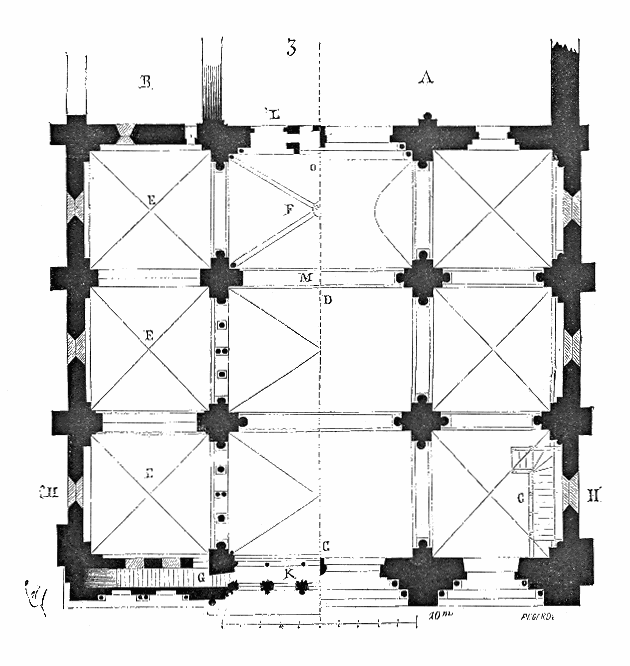
Bouwtekening van de narthex: rechts op het niveau van de begane grond; links op het niveau van de galerijen.
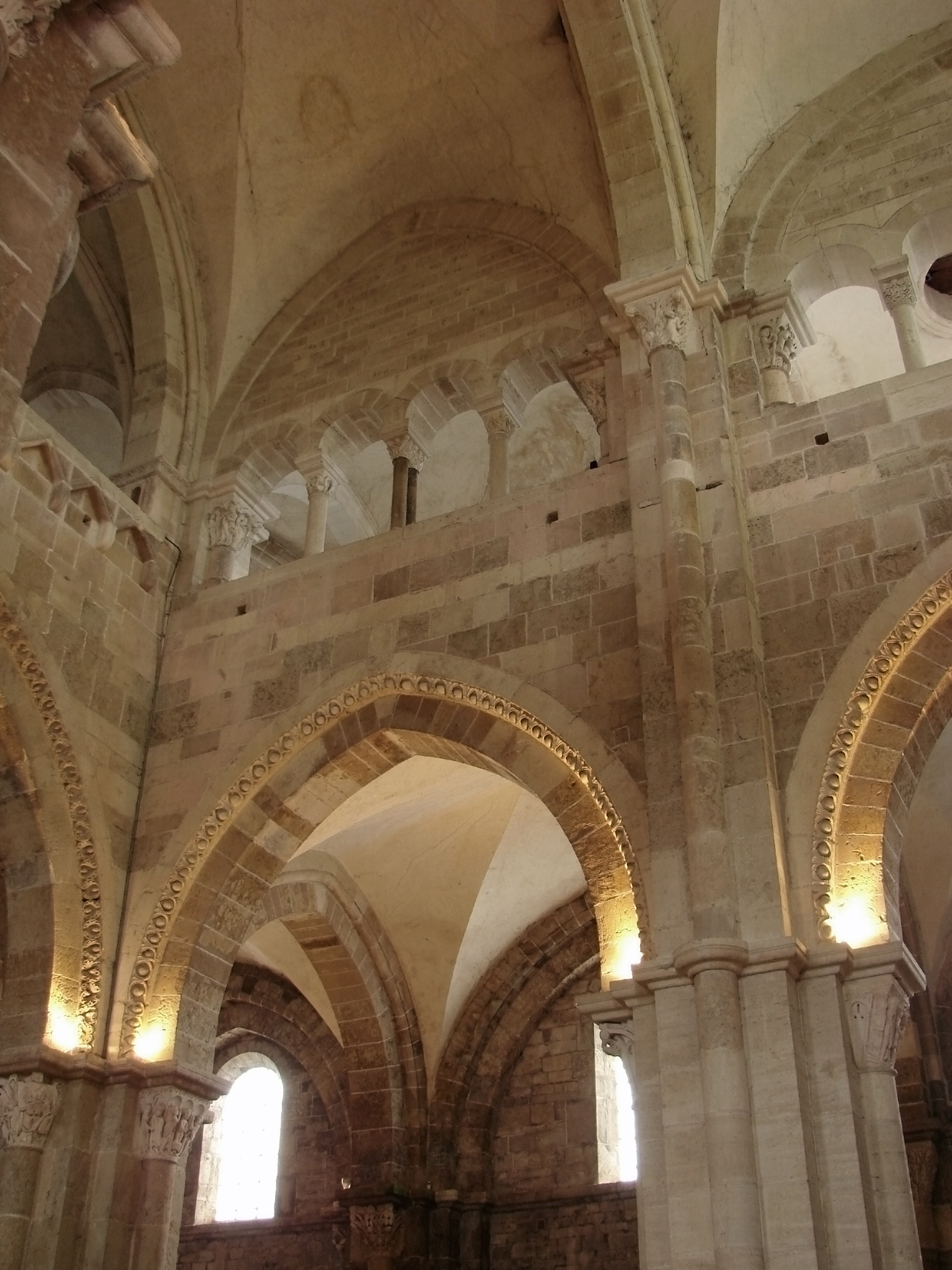
De narthex en zijn galerijen. Rechts gaat de zijgalerij met kleine rondbogen op zuiltjes over in het centrale deel van de narthex. Links: de centrale galerij, ook chapelle Saint-Michel genoemd.

### Het middenportaal van de narthex en zijn timpaan

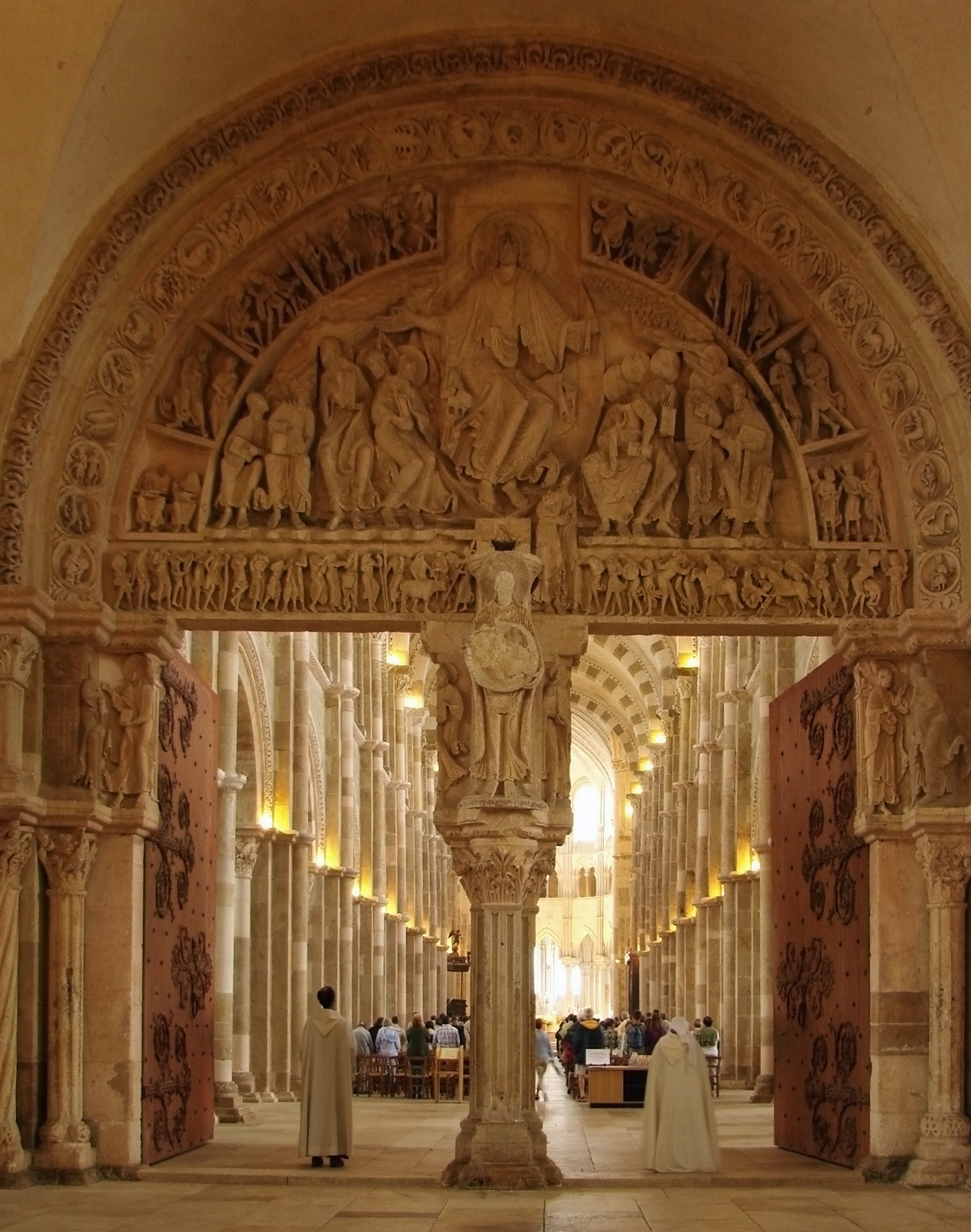
Het middenportaal met zijn timpaan. Open deuren bij het uitgaan van de mis.

Het timpaan van het middenportaal in de narthex is een van de grootste meesterwerken van de romaanse beeldhouwkunst in Frankrijk. Het stelt de wording van de Kerk voor, met Christus die de apostelen zegent en hen opdraagt de volkeren te bekeren. Deze thematiek is uniek in de romaanse kunst. De scène is geheel en al georganiseerd rond een in glorie tronende Christus. Hij domineert de andere personages door zijn omvang. Het onbewogen gezicht van Christus contrasteert met zijn houding, die iets weg heeft van een bliksemschicht, en de werveling in zijn kleding. Sommigen zien in zijn houding een kruis. Van zijn handen gaan stralen uit in de richting van de apostelen. Zij symboliseren de missie die hij hen opdraagt: "Ga dan heen, onderwijs al de volken". 

De twaalf apostelen houden het Boek in hun hand en zijn bereid naar alle hoeken van de wereld te vertrekken. En die wereld wordt in al zijn diversiteit getoond: in acht cassettes in een halve cirkel rond de scène worden diverse volkeren getoond. Oorspronkelijk stonden er verklarende teksten bij, maar die zijn verdwenen. Een gangbare, maar hypothetische identificatie ziet (van links naar rechts): twee schrijvende apostelen, de Joden, de Cappadociërs, de Arabieren, de Cynocefalen (hondskoppigen) die geacht worden in Indië te leven, de Phrygiërs, de Byzantijnen en de Armeniërs.
In de buitenste  boog van de archivolt worden de tekens van de Dierenriem getoond alternerend met de agrarische werkzaamheden van de verschillende maanden.
In de horizontale band (latei) onder het timpaan worden twee stoeten afgebeeld van - opnieuw -  bekende en onbekende volkeren. Beide zich naar het midden, waar twee grotere personages hen tot Christus zullen voeren; het zijn respectievelijk
Petrus, herkenbaar aan zijn sleutel en Paulus, de twee steunpilaren van de kerk.
De trumeau tussen de deuren wordt gesierd door het beeld van Johannes de Doper, de Voorloper van Christus. Hij houdt in zijn rechterhand een plateau met het zegevierende Lam Gods (niet meer zichtbaar). 

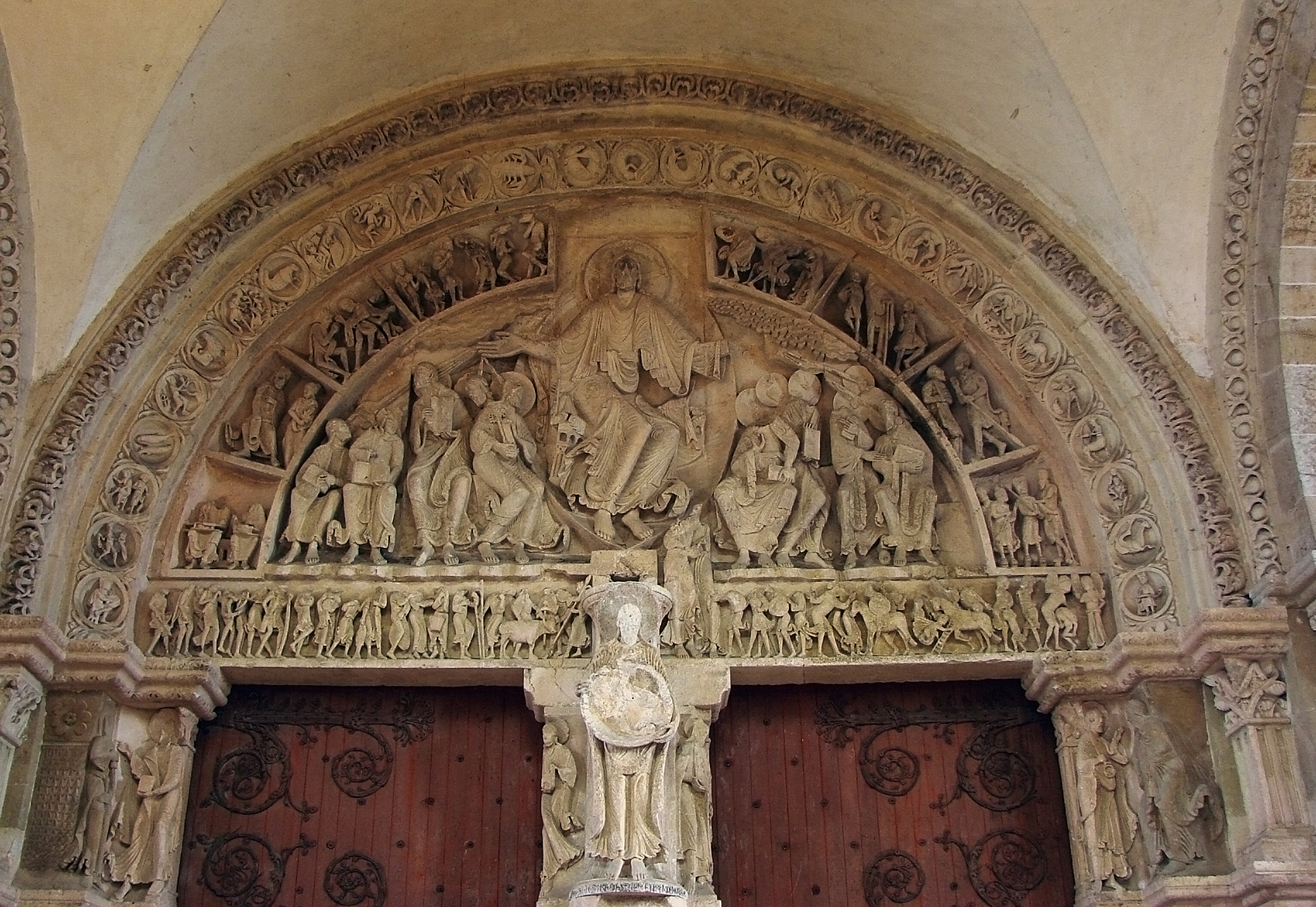
De centrale timpaan van de narthex werd vervaardigd in de jaren 1125-1130. In de latei zijn volken afgebeeld. De archivolt toont afwisselend de tekens van de dierenriem en de werkzaamheden in de verschillende maanden.
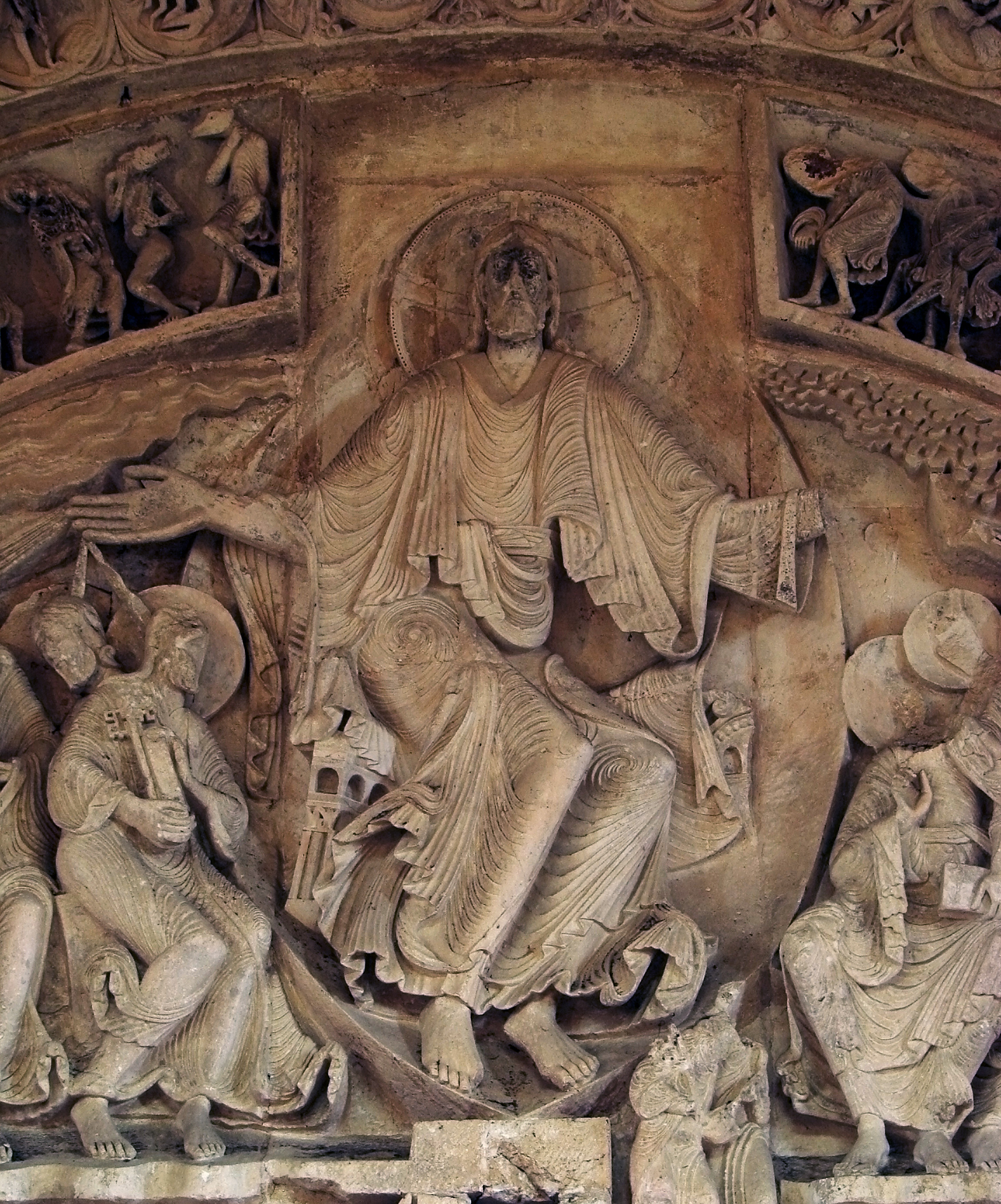
Christus, uitstorting van de Heilige Geest over de apostelen.
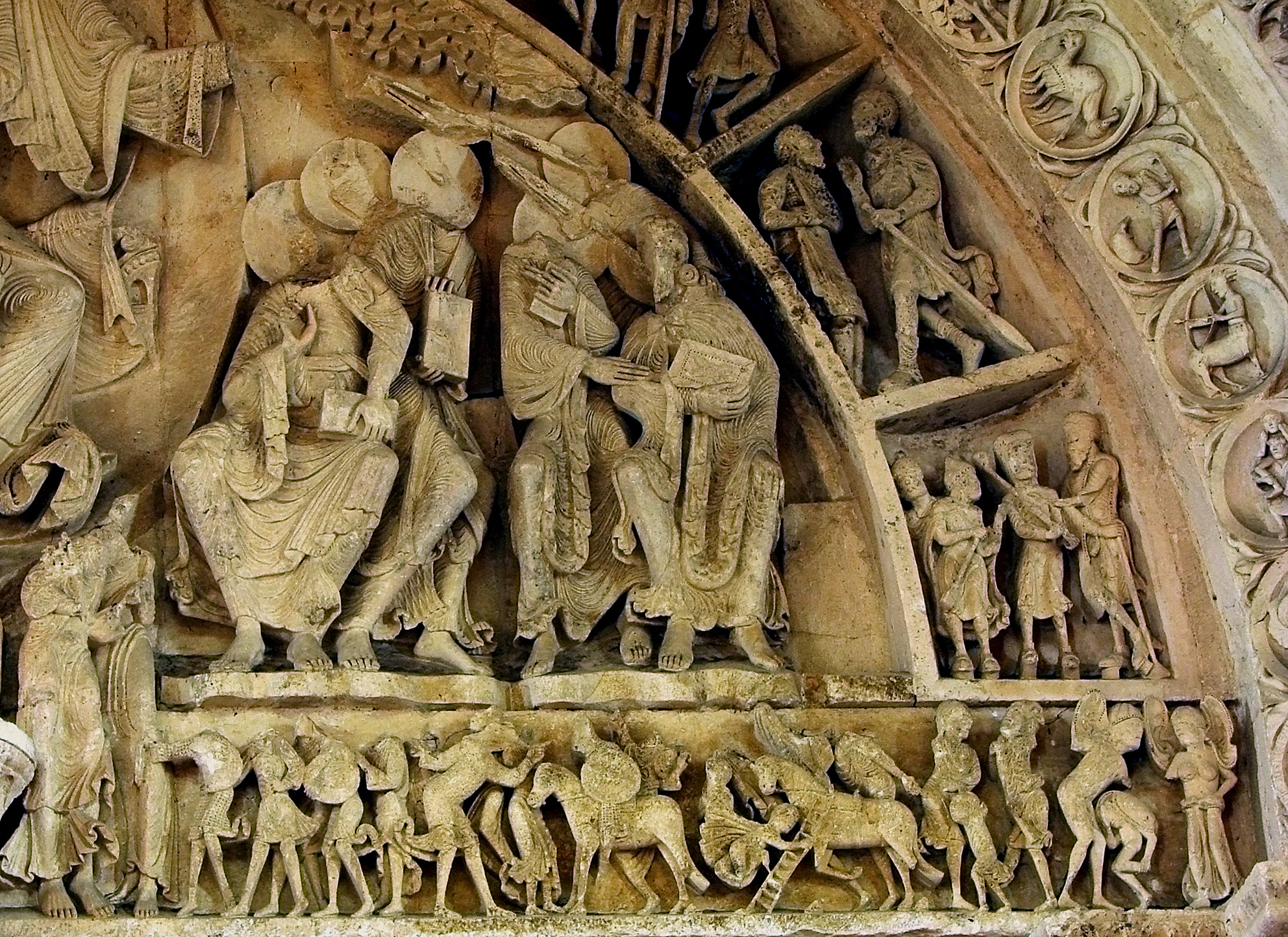
In de bovenste cassette, de Byzantijnen. In de onderste cassette, de Armeniërs. In de medaillons van de boog : de Schorpioen, een boer die een varken doodt, de Boogschutter. Op de latei onbekende volkeren: van rechts naar links, de Panotti, de Pygmeeën waarvan er één een trap gebruikt om een paard te bestijgen, de Macrobiërs uit Ethiopië (volk van reuzen).

### Het rechter portaal en het linker portaal
Het timpaan van het rechterportaal (aan de zuidkant) is gewijd aan Maria en de Geboorte. Men ziet de Verkondiging, de Annunciatie, de Visitatie, de geboorte van Christus en de Adoratie van de Drie Koningen.
Het timpaan links (aan de noordkant) toont twee scènes gebonden aan het leven van Christus na de Opstanding. Het bovenste deel stelt of de Hemelvaart voor of een verschijning van de opgestane Christus aan de apostelen.

Het onderste deel beschrijft de ontmoeting in Emmaüs, waar de discipelen Christus herkennen door het breken van het brood.

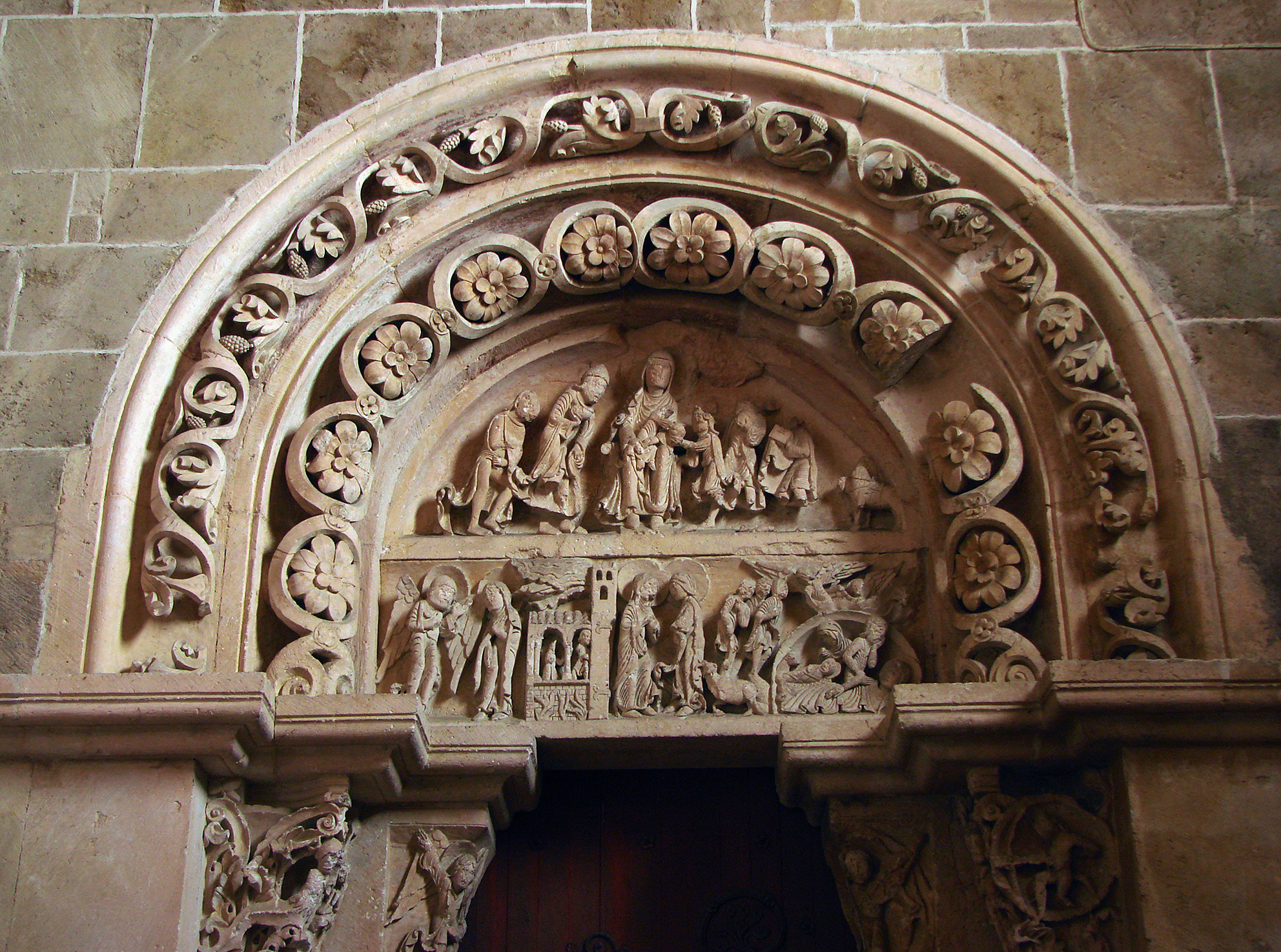
Het zuidelijk of rechter portaal. Links onder:De Engel met de drinkhoorn.
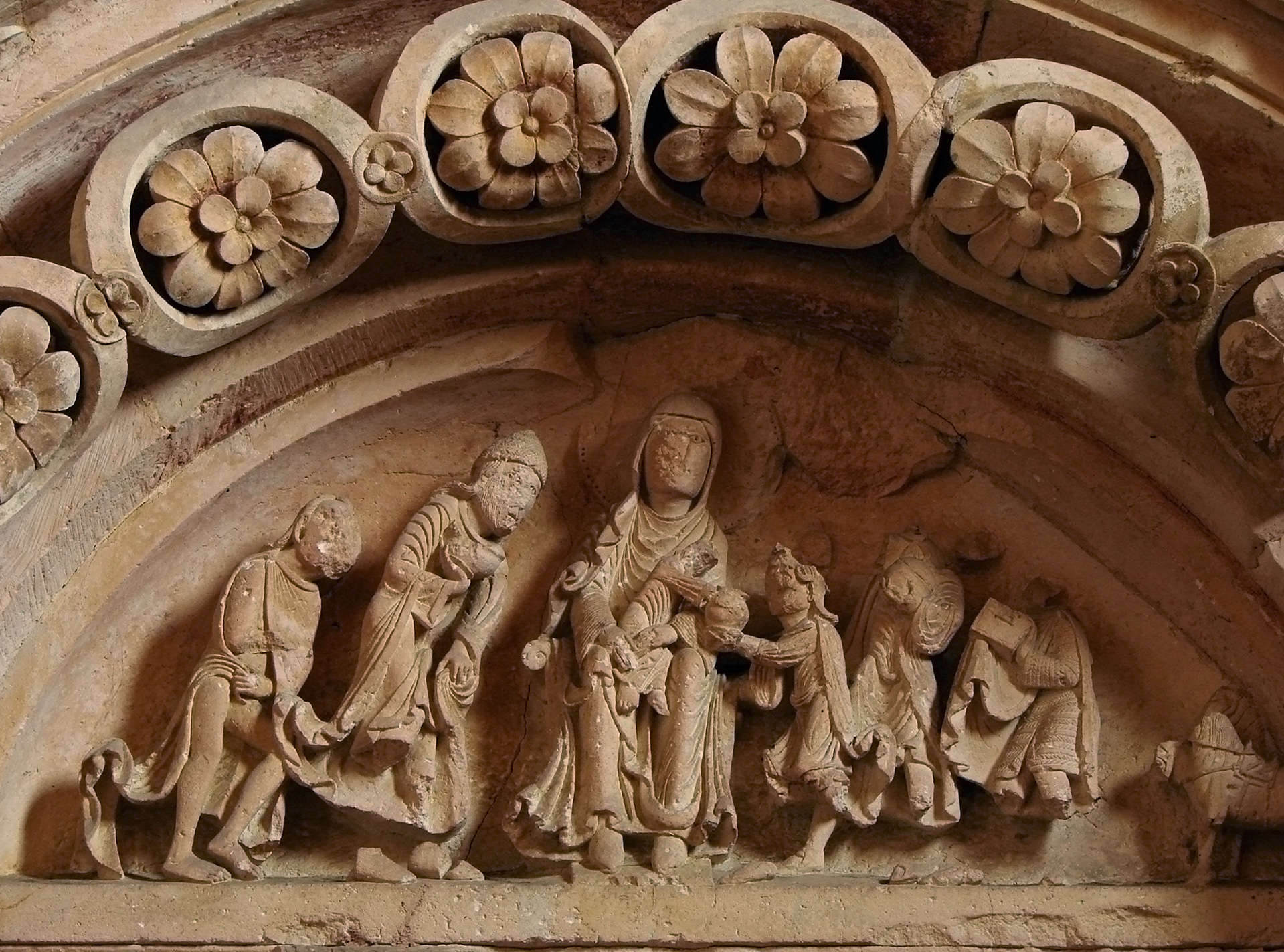
De timpaan van het zuidelijk portaal. Het bovenste deel toont de Aanbidding van de Wijzen.
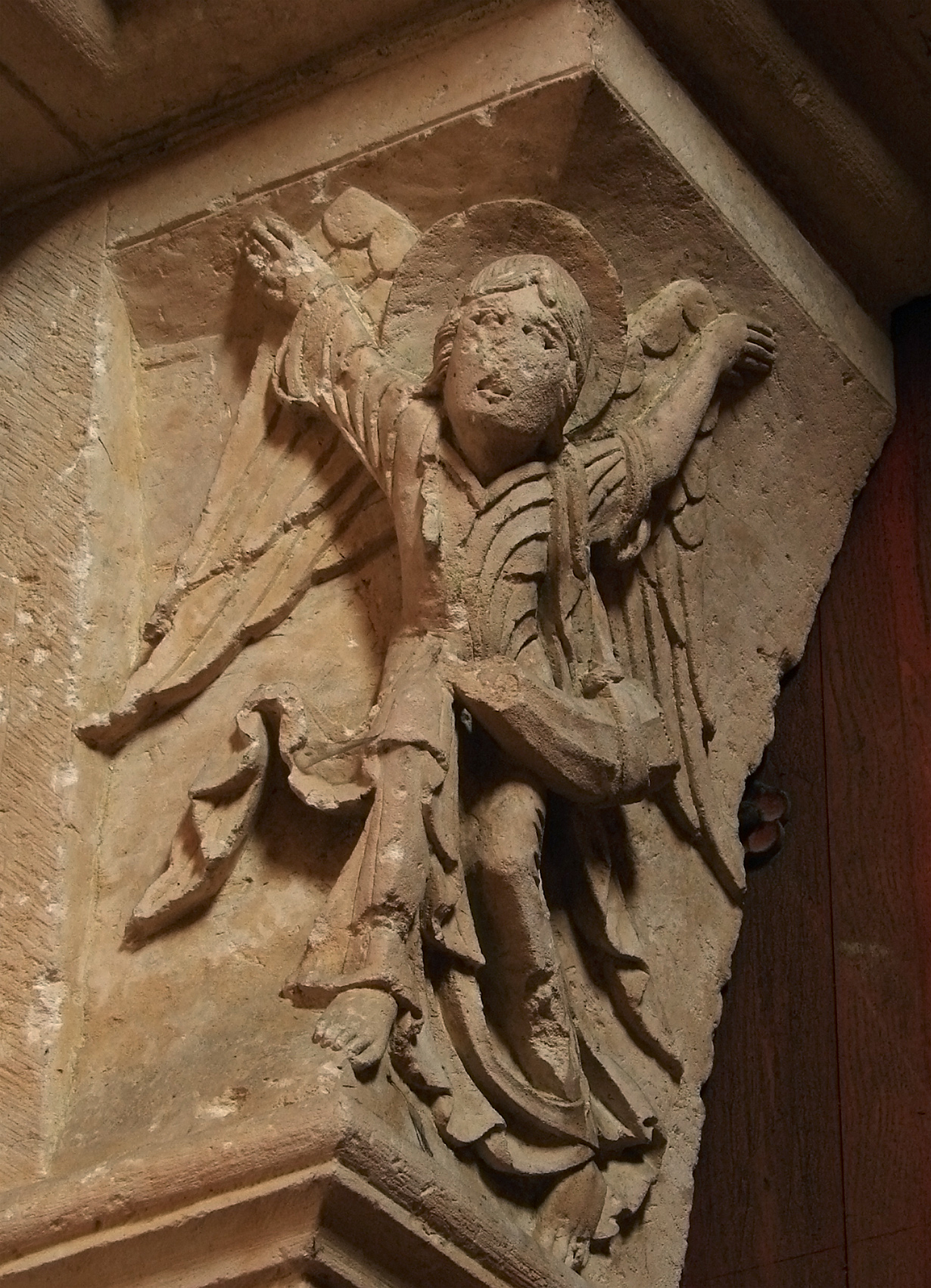
Het kapiteel De Engel met de drinkhoorn steunt het timpaan in het zuidelijk portaal.
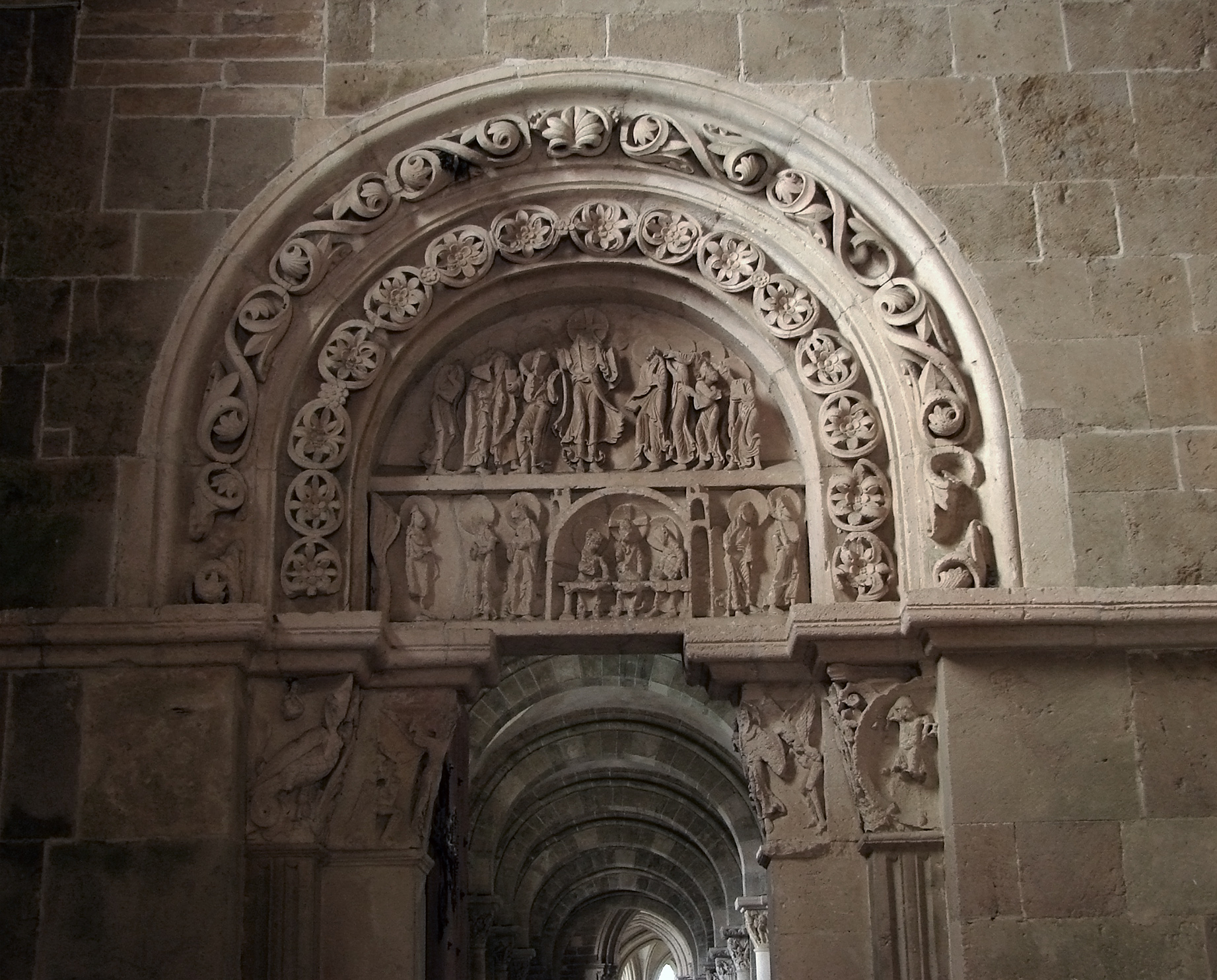
Het noordelijk of linker portaal met zijn timpaan. Onderaan: gezicht op de noordelijke zijwand van het schip.
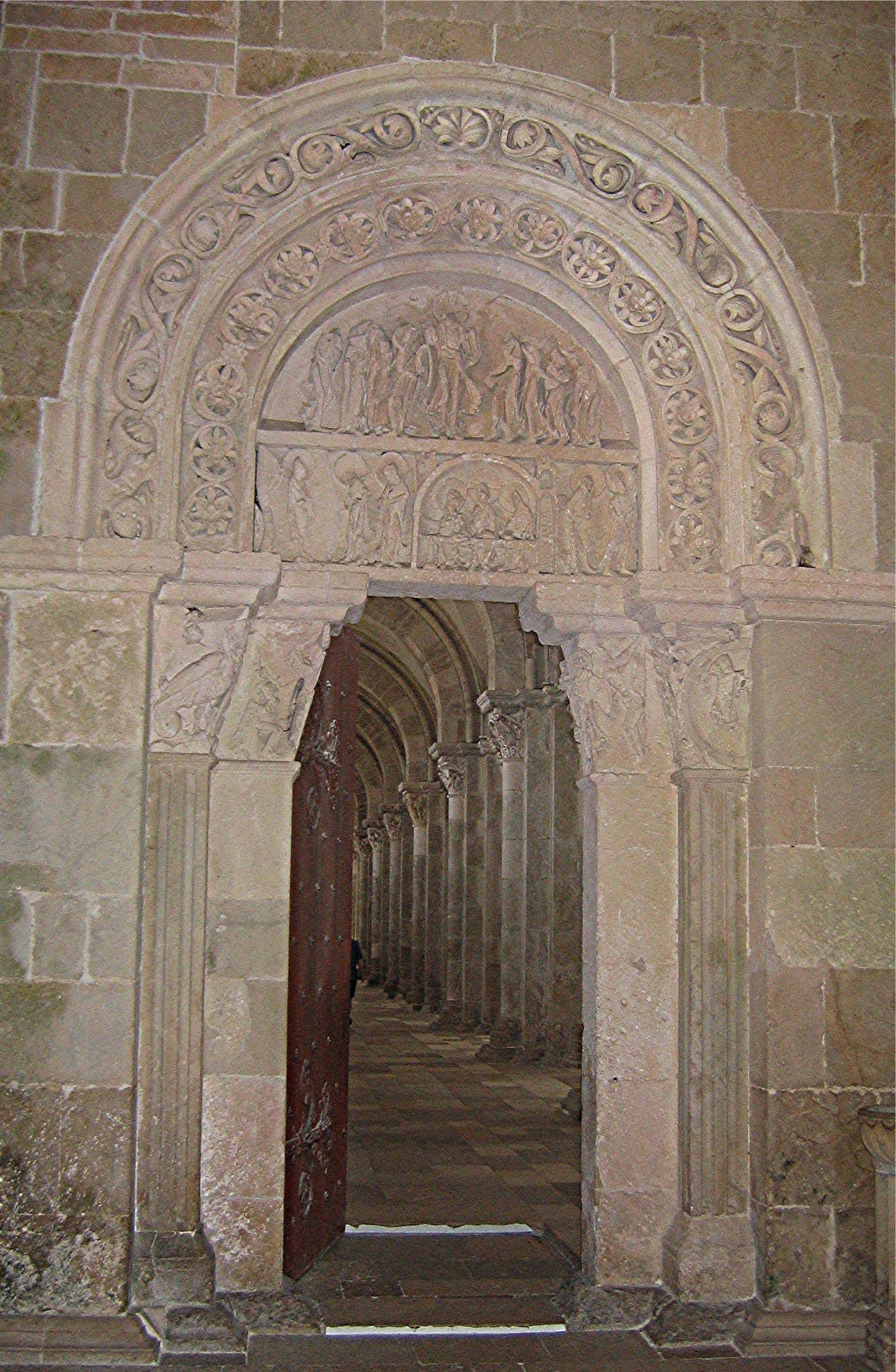
Het noordelijke portaal uitziende op de zijbeuk van het schip.
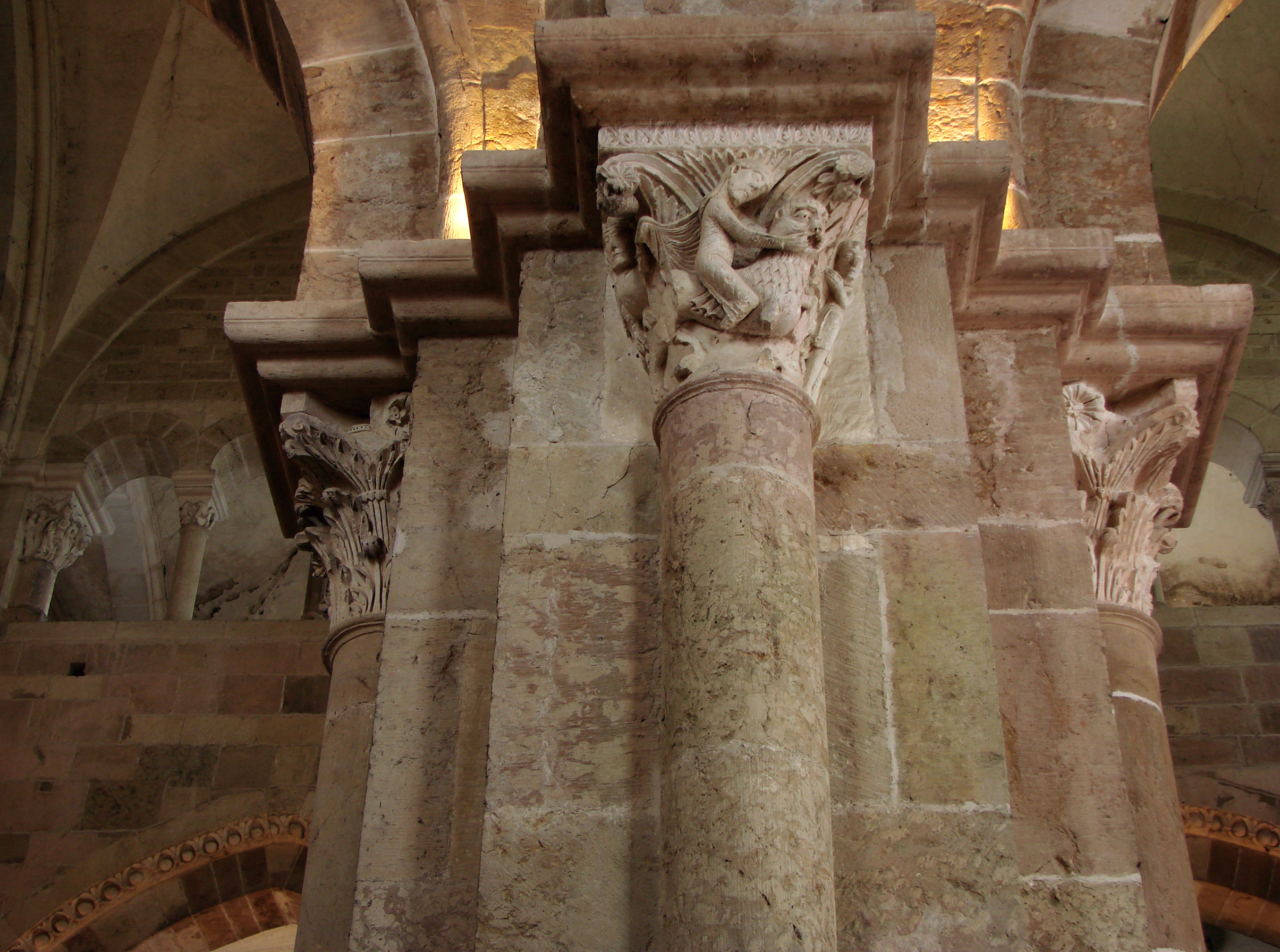
Een van de pijlers van de narthex met zijn 4 samengestelde zuilen. Het kapiteel beeldt uit Samson velt de leeuw.
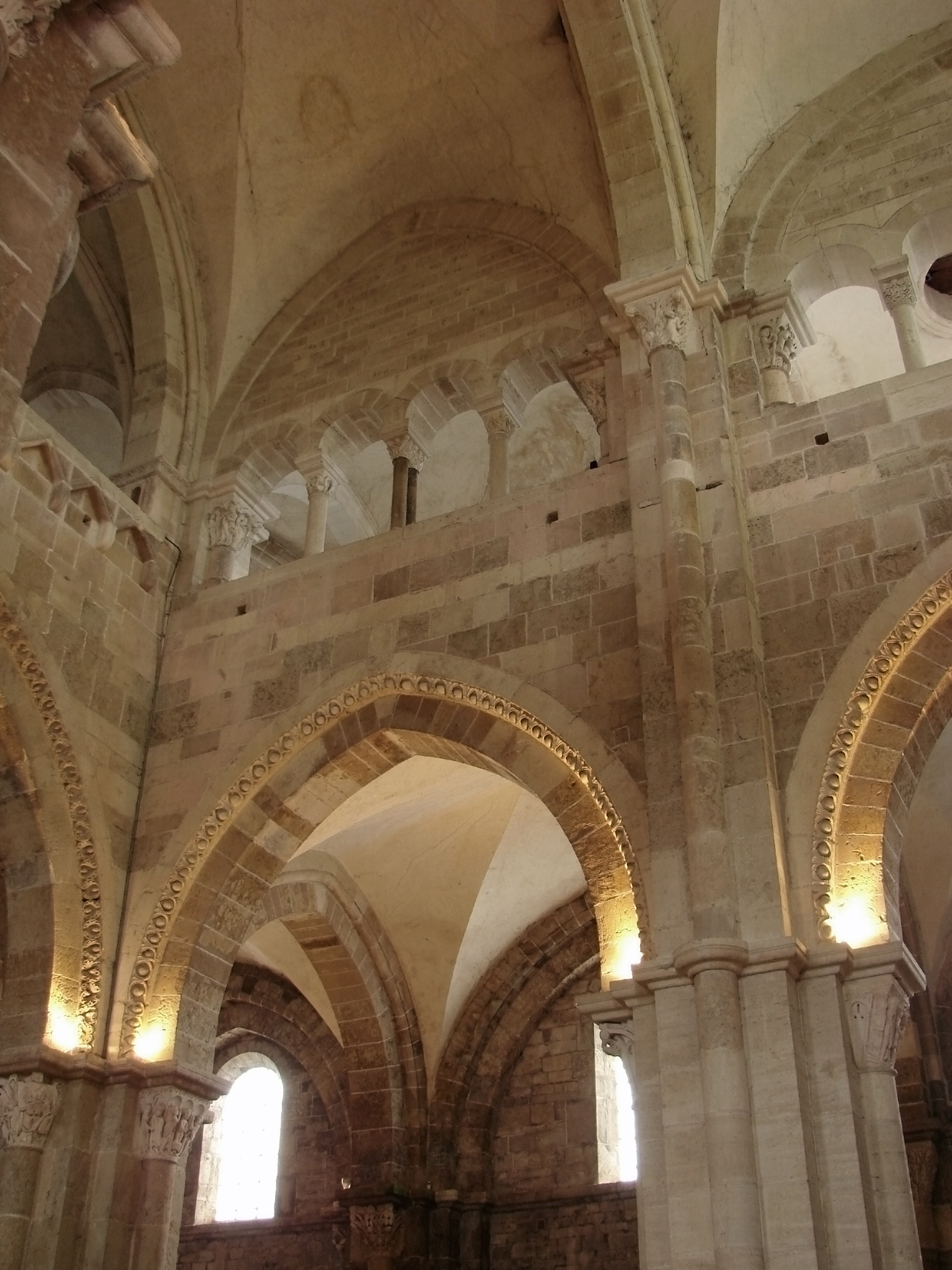
De narthex en zijn galerijen. Rechts gaat de zijgalerij met kleine rondbogen op zuiltjes over in het centrale deel van de narthex. Links : de centrale galerij, ook chapelle Saint-Michel genoemd.

### Het schip
Met zijn lengte van 62 m is de kerk langer dan andere Franse kathedralen, zoals de Notre-Dame van Parijs (60m) of de Notre-Dame van Amiens (54 m). Lichter dan de narthex lijkt het een lange straat naar het koor.
Het romaanse schip was in 1140 klaar. Net als in de narthex, bevinden zich boven de grote rondboogarcades die toegang geven naar de zijbeuken, de hoge vensters van de bovenste zijmuren. Er zijn tien traveeën waarvan er negen een kruisgewelf hebben gescheiden door ronde gordelbogen, met afwisselend lichte en donkere secties, die steunen op pijlers in drie verdiepingen. De twee zijbeuken zijn ook voorzien van kruisgewelven die rusten op zuilen met versierde kapitelen.
Het laatste travee van het schip, dat grenst aan de dwarsbeuk, heeft spitsbogen om de overgang tot stand te brengen naar viering, dwarsbeuk en koor, die allemaal gotisch zijn. Het is ook hoger dan de overige traveeën van het schip.
Het schip is opvallend licht, vergeleken met andere romaanse heiligdommen. Dat is te danken aan verschillende factoren: de ligging van het gebouw op de top van een heuvel waardoor zonlicht overvloedig invalt, de lichtbeuk met hoge vensters (en zo breed als de romaanse bouwkunde maar toeliet) die direct het middenschip belichten, de afwezigheid van gebrandschilderde ramen en ten slotte de aanwezigheid van brede vensteropeningen in de zijbeuken.
Door het ontbreken van meubilair en kleurige gebrandschilderde ramen is de enige opsmuk van het gebouw de aan de architectuur gebonden versierselen. Op halve hoogte van het gebouw loopt boven de arcades over de hele lengte van het gebouw een richel met daaronder een smalle fries met eivormige versieringen, die de horizontaliteit accentueert. Eenzelfde fries loopt langs de dekplaten van de schitterend uitgevoerde kapitelen op de pijlers en rond de bogen. Ook de grondplaten zijn bewerkt.

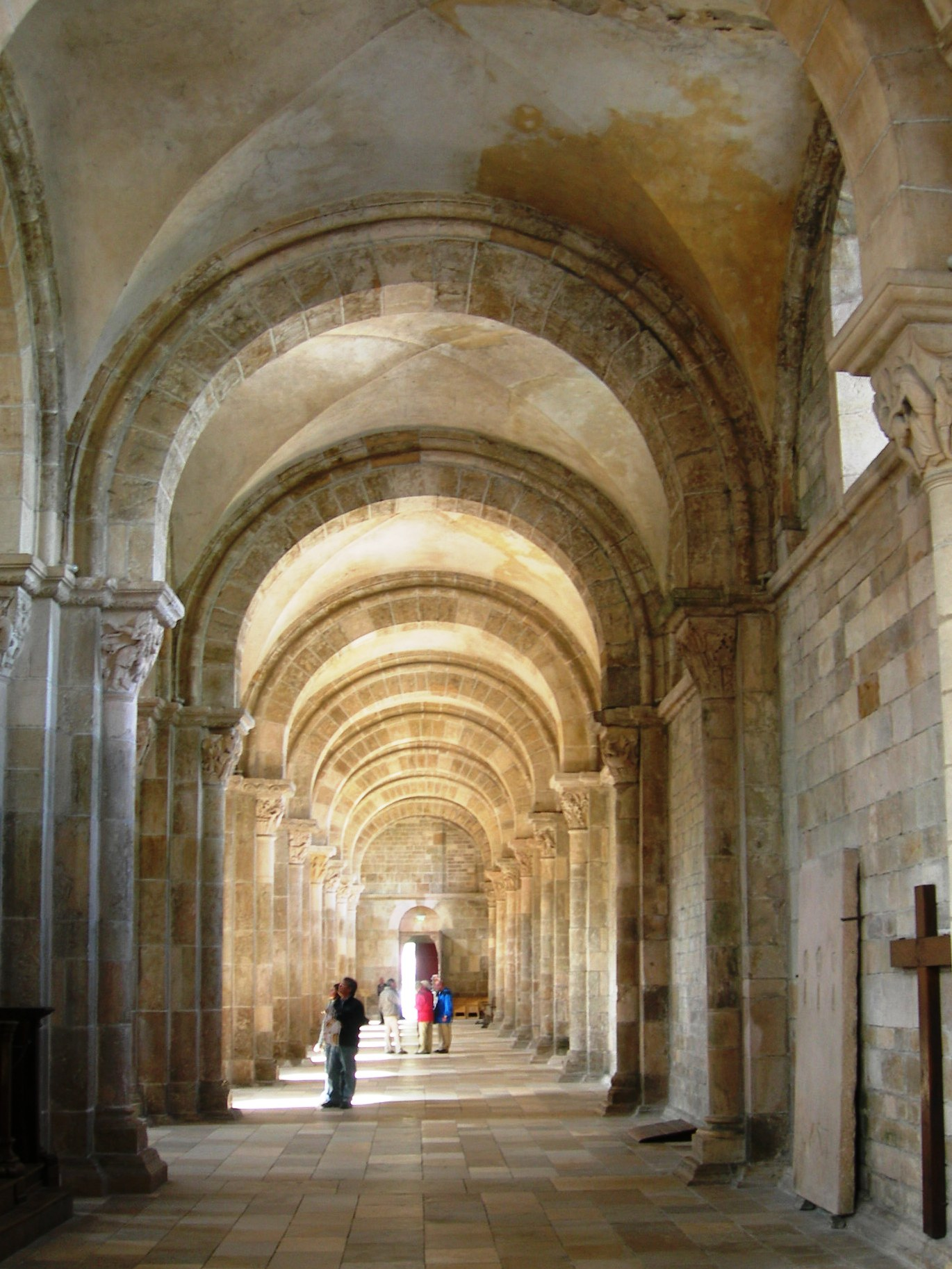
De zuidelijke zijbeuk van het schip.
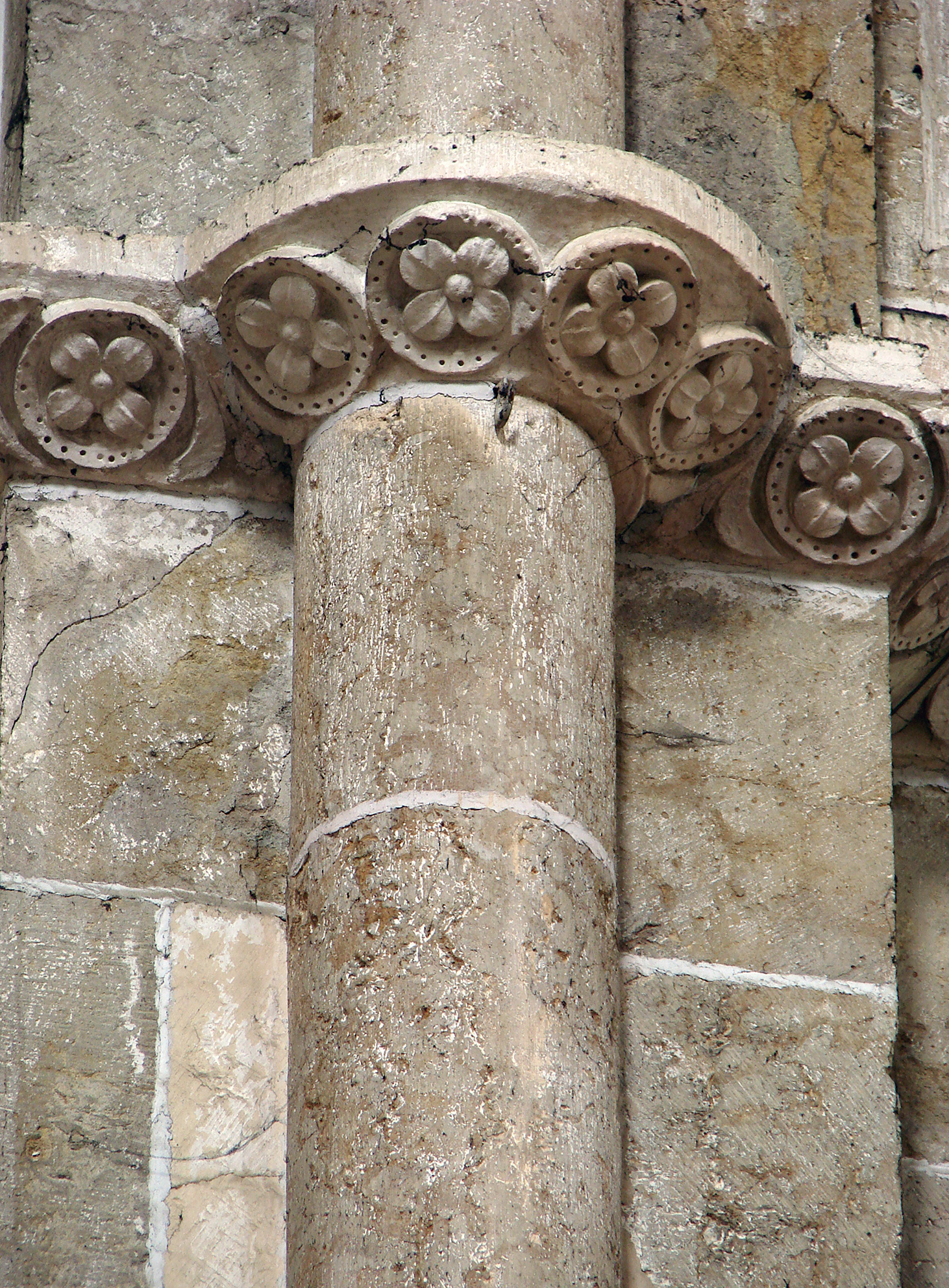
Detail van het schip : Het fries op halve hoogte van het schip.
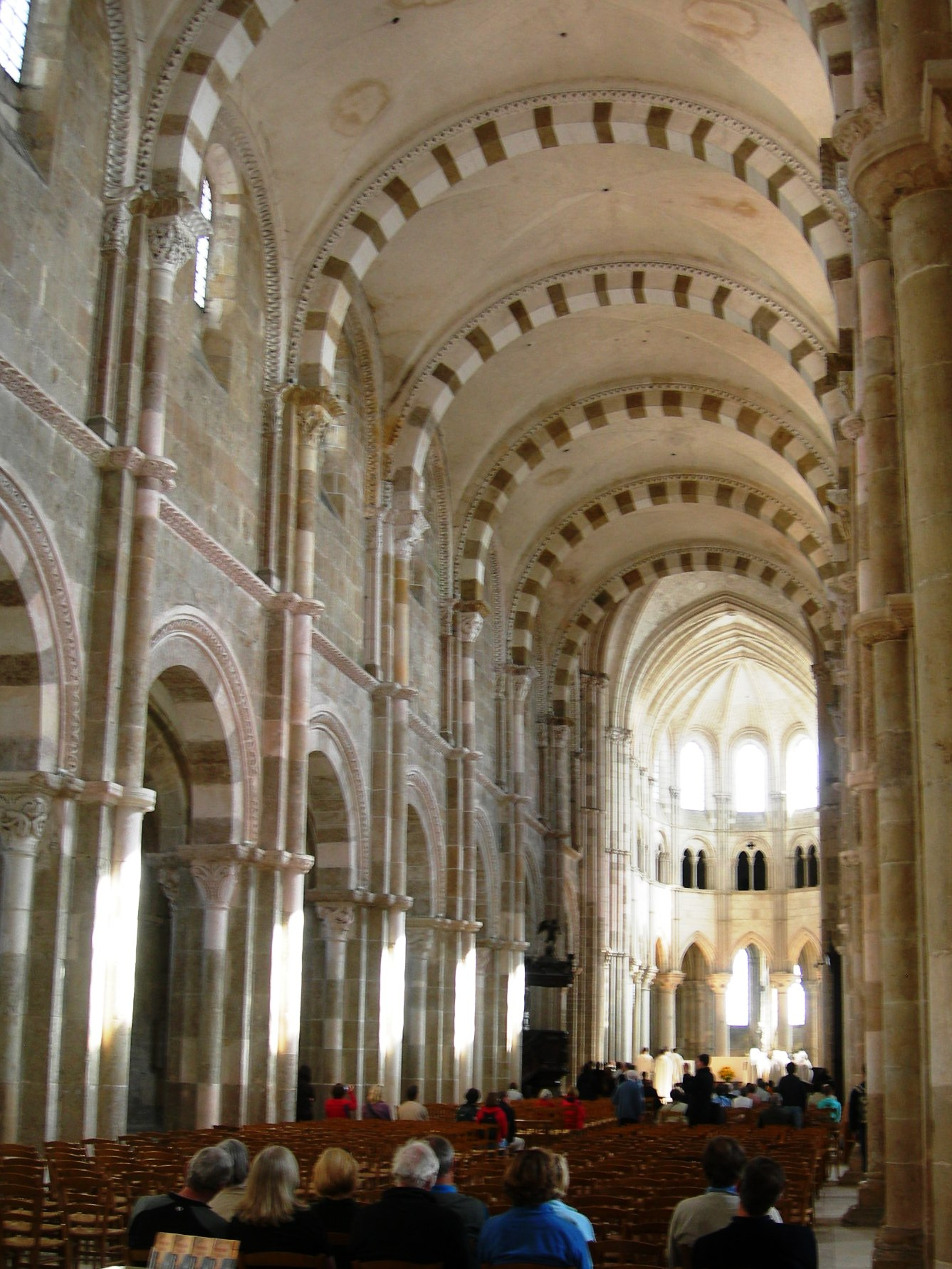
Het schip met zijn romaanse gewelf tijdens een dienst.
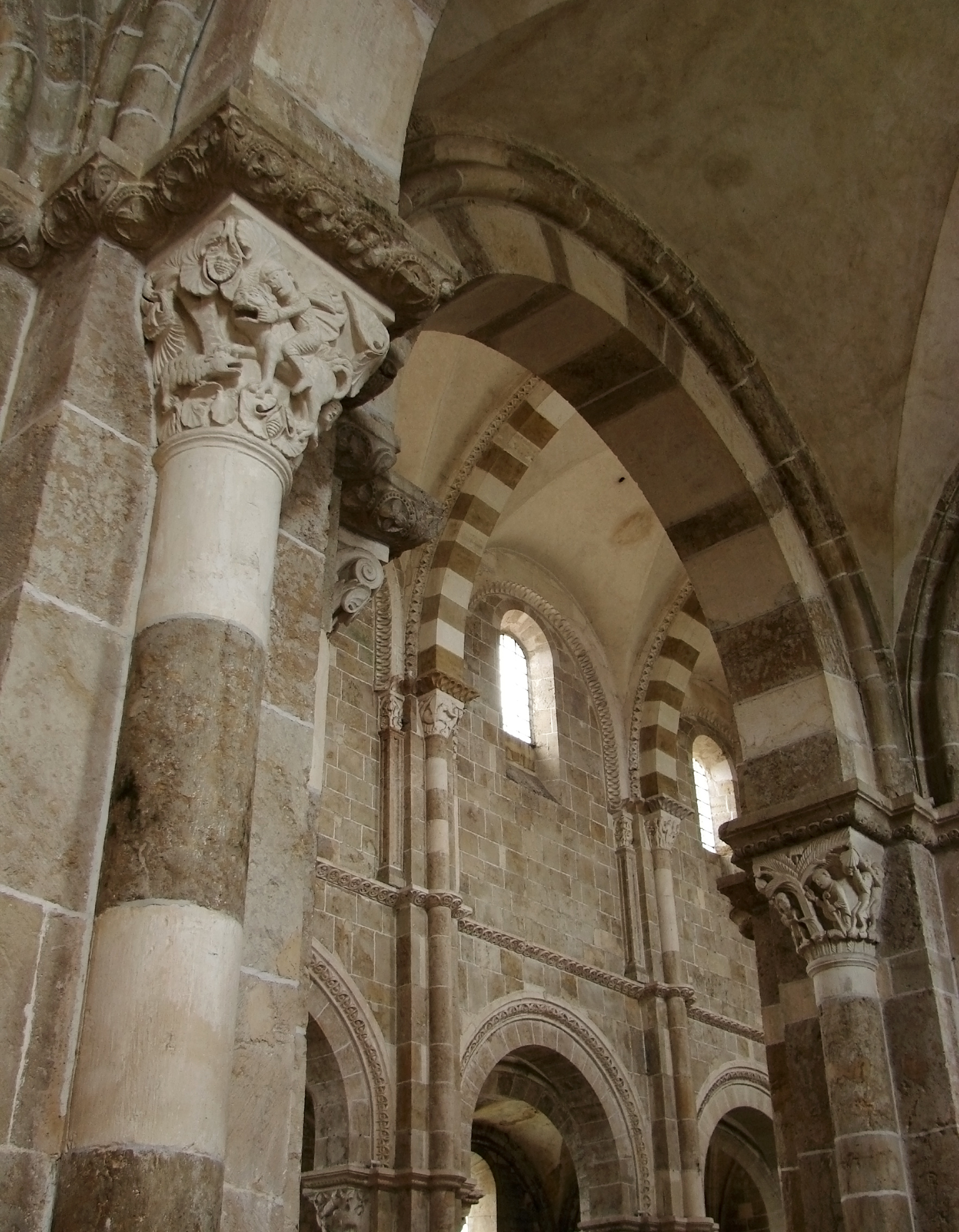
De hoogste delen van het schip gezien van de zuidelijke zijbeuk. Op de voorgrond de 5e pijler aan de zuidkant met het kapiteel David en de leeuw, op de achtergrond de hoge vensters van de noordkant van het schip boven de arcades die op de noordwand uitzien.
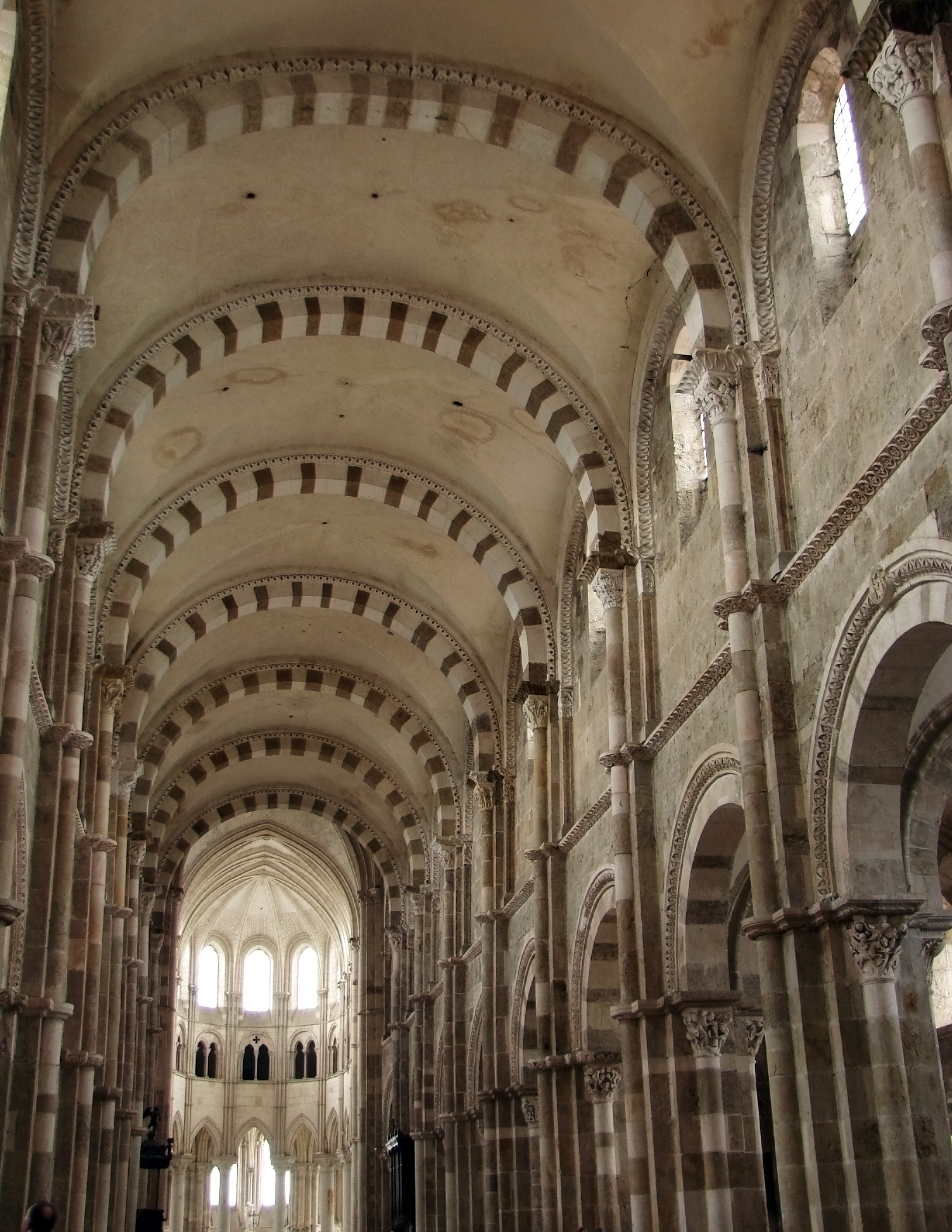
Het schip met zijn gewelf, naar het koor toe gezien.

De kruisgewelven van het brede schip zijn elders zelden gebruikt in romaanse bouwwerken van zo'n grote omvang. Deze vorm wordt in het algemeen alleen in zijbeuken toegepast. Dit procedé biedt het voordeel dat de druk op de dragende muren verlicht wordt, waardoor het mogelijk wordt grotere, zij het niet te brede, vensteropeningen aan te brengen. Maar het probleem van de zijwaartse druk en het gewicht blijft. Hier, in Vézelay, is vanuit het koor te zien dat muren uit het lood staan. Dit is onvermijdelijk als men zich realiseert dat de muren per travee een gewicht van 45 ton moeten dragen. Het probleem werd al snel na de bouw zichtbaar. Aanvankelijk zocht men de oplossing in het aanbrengen van muurankers en stangen die door het schip liepen. Maar in de 13e eeuw ging men over tot het aanbrengen van stevige luchtbogen tegen de buitenmuur. In de narthex deed het probleem zich niet voor. De zijbeuken daar, met hun twee etages met een tongewelf, boden voldoende tegenwicht. Luchtbogen ontbreken daar dan ook.
Voor een heiligdom als Vézelay, waar vooral het licht werd gezocht, was de overgang naar de gotiek voor de hand liggend. Al aan het einde van de 12e eeuw, slechts 65 jaar na het begin van de bouw in de romaanse stijl, begon men met het bouwen van een dwarsschip en koor in gotische stijl.

### De dwarsbeuk

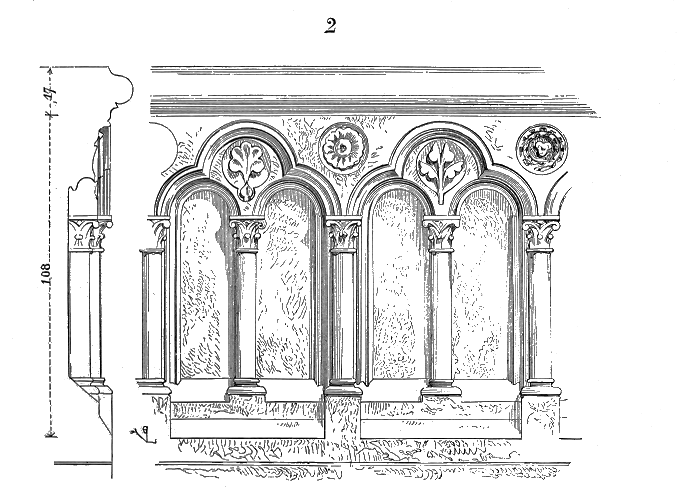
De gotische balustrade van het triforium van de achterwand van de dwarsbeuk (eind 12e eeuw - schets van Viollet-le-Duc)

De vroeggotische dwarsbeuk, die uit dezelfde tijd stamt als het koor (eind 12e eeuw), is niet zeer breed. Hij is even hoog als het koor en heeft dezelfde geleding van grote arcades met spitsbogen, triforium en lichtbeuk. Elke zijarm heeft twee traveeën, die aan de zuidkant niet symmetrisch zijn. De eerste travee heeft op het niveau van het triforium twee spaarvelden, het tweede slechts een. Bovendien heeft het eerste travee een grote scheiboog. Alle traveeën van de dwarsbeuk hebben in vieren gedeelde ribgewelven, die steunen op schalken.
De achterwanden van de zijarmen hebben geen grote portalen. In het noorden is er slechts een kleine deur met een trap erachter. Aan de zuidkant is een toegang naast het gebouw van de kapittelzaal. Op de tweede etage van de beide uiteinden van de dwarsbeuk zijn twee mooie balustrades versierd met een serie kleine blinde arcades, waarop de zuiltjes van het triforium rusten.
Het triforium is op dezelfde wijze opgebouwd als het schip. De hoogste geleding bestaat uit een drietal hoge vensteropeningen die het licht tot de dwarsbeuk toelaten.

### Het gotische koor en de apsis
Het koor, de kooromloop en de 9 kapellen eromheen stammen uit de vroeggotische periode, waarvan de spitsbogen getuigen. Ze werden tussen 1185 en 1190 gelijk met de dwarsbeuk gebouwd nadat het oorspronkelijke romaanse koor was ingestort.
In het koor bestaat de opstand uit drie geledingen: grote arcades, blind triforium en lichtbeuk. Het is iets smaller en daardoor ook lichter dan het schip, de hoogte valt daardoor des te meer op. De gewelven rusten hier alleen op samengestelde zuilen. Dikke draagmuren zijn daardoor niet meer nodig; de vensters kunnen dientengevolge groter.
Het koor wordt omringd door een kooromgang waarop negen ondiepe, slechts door lage muurtjes gescheiden, kapellen uitkomen: vijf daarvan zijn straalkapellen rond de apsis. Deze zijn eveneens gotisch en voorzien van grote vensters, die veel licht doorlaten. De witte steen die gebruikt is voor de bouw versterkt het effect.
De kooromgang vormt aan de andere zijde van de dwarsbeuk een verlenging van de zijbeuken, die alleen wat smaller is.
Het koor is met zijn hoogte van 22 meter bijna 3,5 meter hoger dan het schip. Het triforium bestaat uit tweedelige emporiumboogjes met daarboven een rondboog. gescheiden door een tweetal zuiltjes. De vensters in de lichtbeuk zijn gevat in spitsbogen.

De ribgewelven lijken in tegenspraak met de scheibogen eronder. Onder het gewelf van het tweede travee is er niet één grote scheiboog, maar een tweetal kleinere, aan de zuidkant steunend op een enkele zuil en aan de noordzijde op een dubbele pilaar.

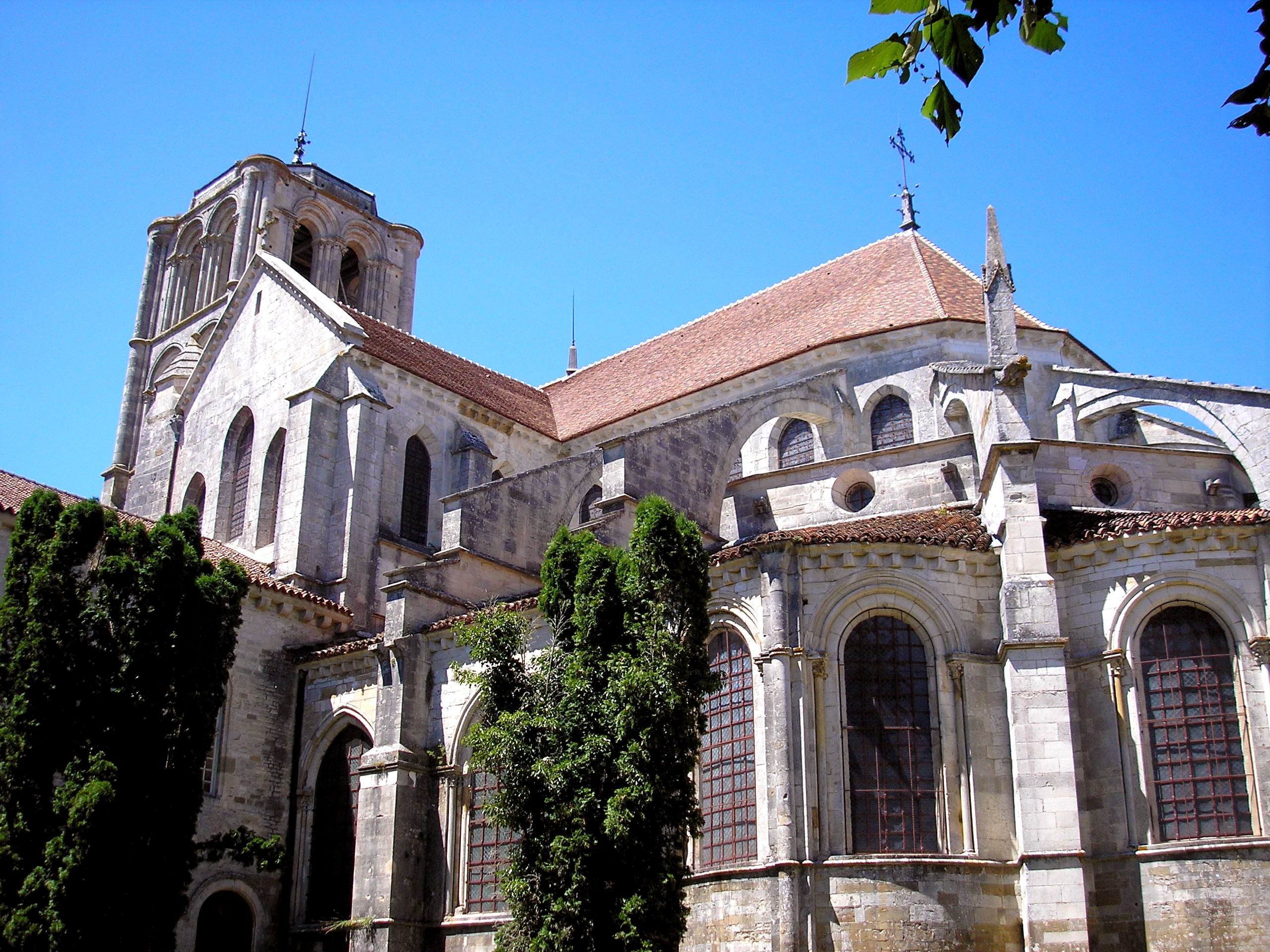
De koorafsluiting met koornissen.
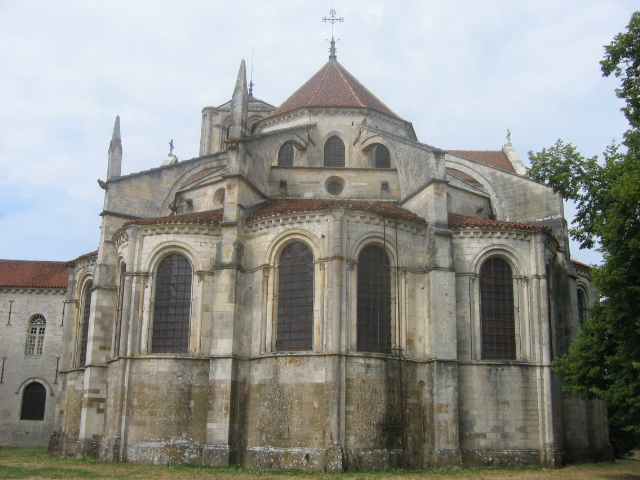
Het gotische koor en de kapellen uit de 12e eeuw.
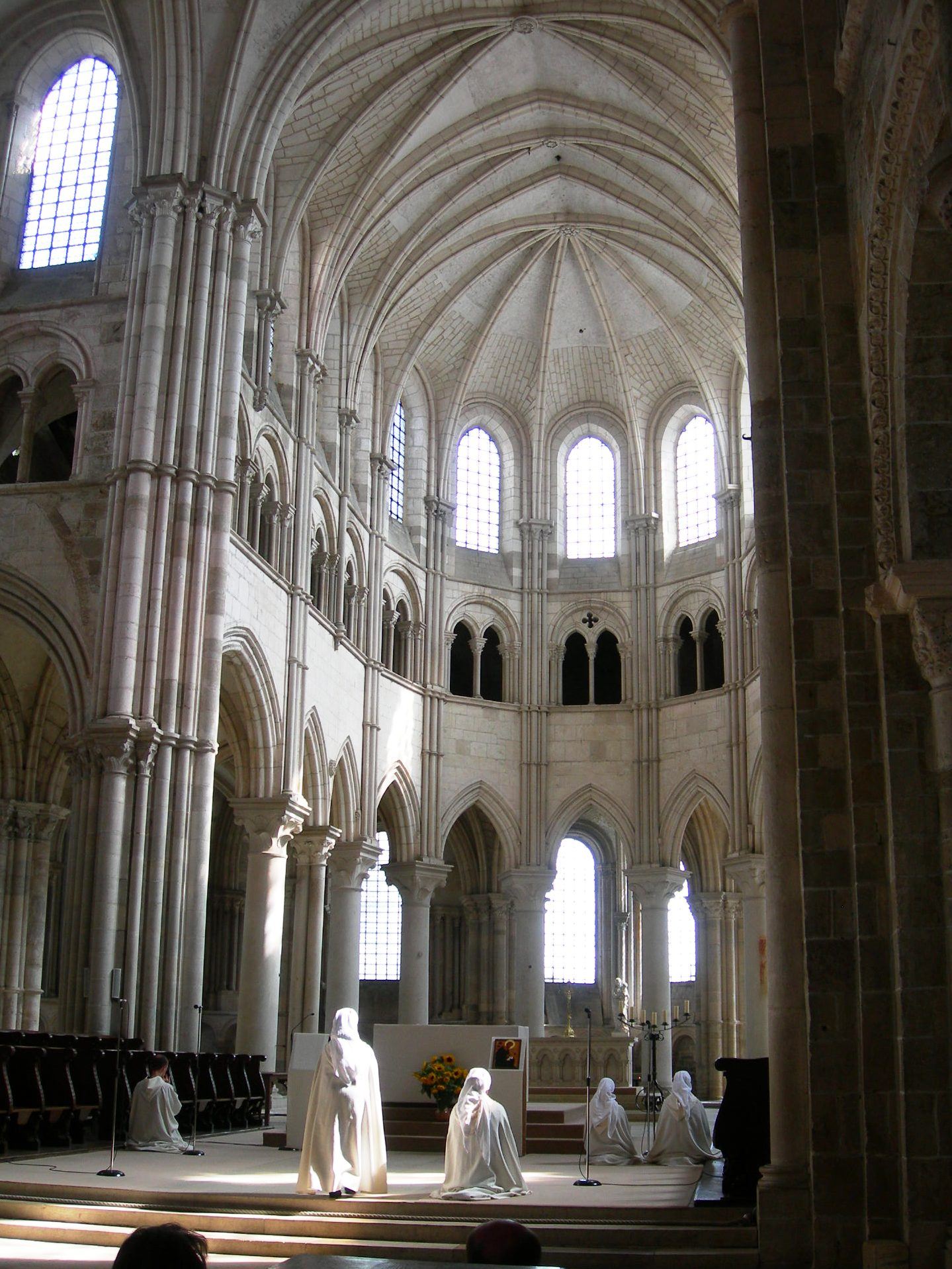
Het gotische koor van de basiliek en de aanbidding door de monniken en nonnen van de Broederschap.
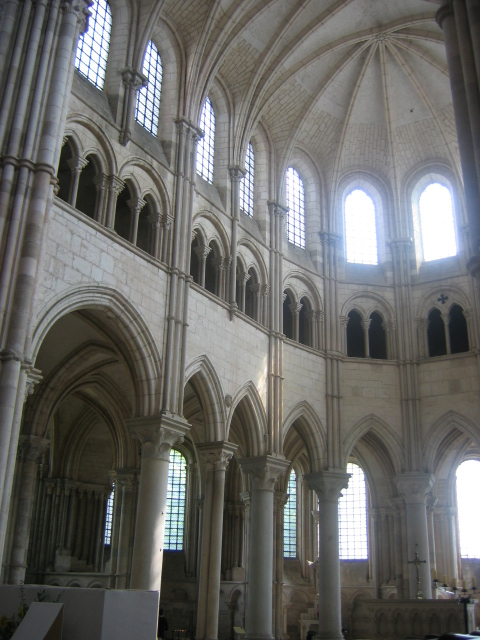
De noordzijde van het koor van de basiliek.

### De symboliek van het koor
De structuur van het koor past geheel in de lijn van het symbolisme van het licht, uitgaande van het idee dat Christus "het Licht van de Wereld" is. In die gedachtegang treedt het koor naar voren als de volmaakte voleindiging van de bouw van de basiliek en vervangt het terecht het oude romaanse koor.
Extreme soberheid, bijna totale strengheid, geen glas-in-loodramen, geen bewerkte kapitelen, nauwelijks luxueus meubilair. Door de grote vensteropeningen komt overvloedig licht binnen dat alles omhult.
Een verborgen symbolisme heerst hier, sterk contrasterend met het expliciet verhalende van het romaanse beeldhouwwerk van het schip. Elf zuilen omkaderen het koor; zij stellen de elf rond Christus geschaarde apostelen voor tijdens het Laatste Avondmaal, na het vertrek van Judas. In het triforium, in het tweede travee rechts, vervangt een pilaster de tweelingzuiltjes. Het is het symbool van Judas, het vierkante deel van het pilaster symboliseert het Kwaad..

### De crypte

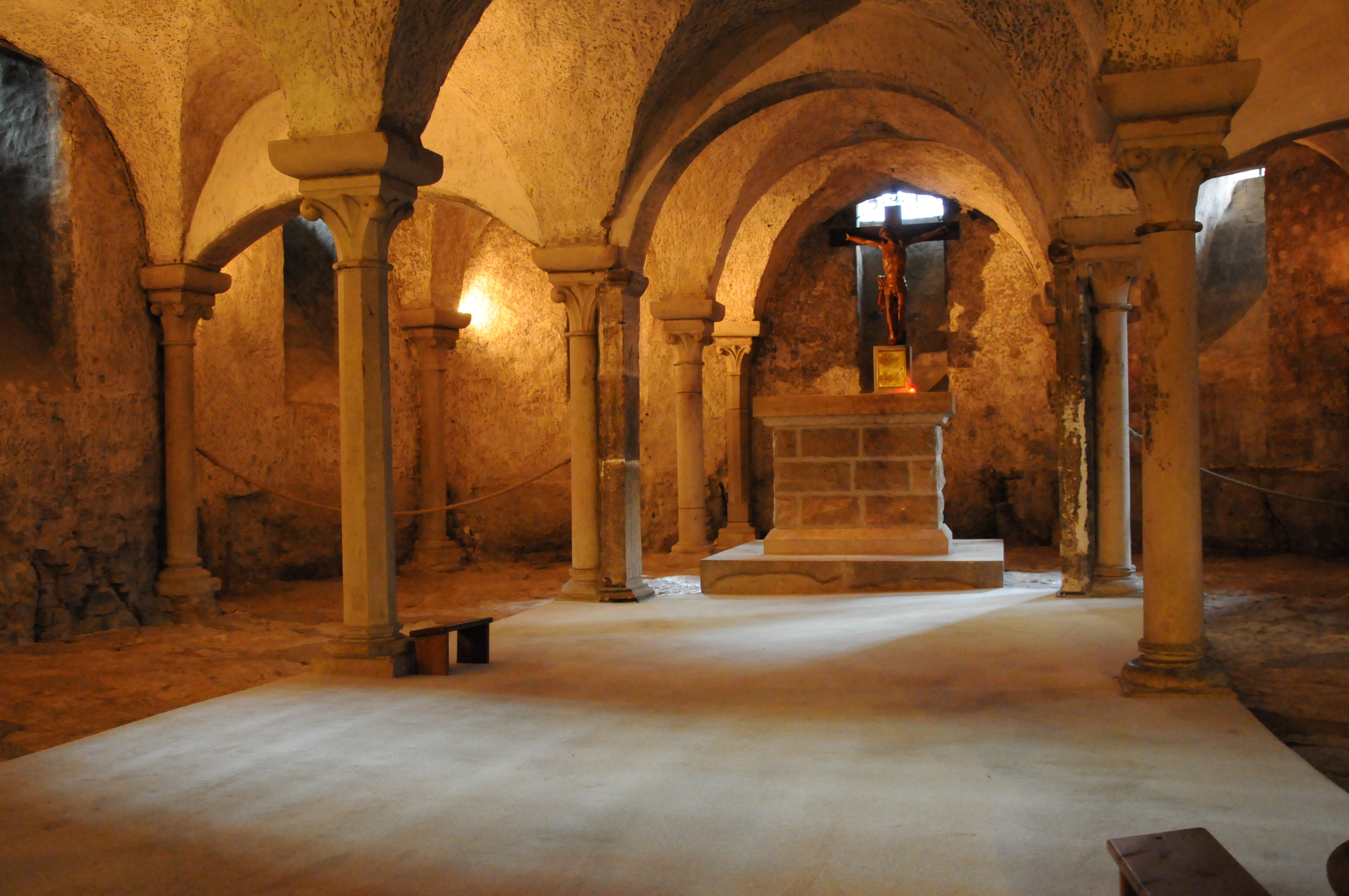
De crypte

De tamelijk grote crypte (20 × 9 m) onder het koor stamt uit de Karolingische tijd. In de 12e eeuw vond een herinrichting plaats, in de 13e eeuw werd een plafondschildering aangebracht. De crypte wordt afgedekt door kruisgewelven die steunen op pilaren van ongelijke grootte.
De ooit aanwezige relieken van Maria van Magdala zijn verdwenen. Op 23 juli 1876 werd een reliek van Maria van Magdala vanuit de Kathedraal van Sens overgebracht naar Vézelay. Deze handeling was het begin van een nieuwe pelgrimage naar Vézelay. Het reliek, een vingerbeentje, is te zien in de crypte in een nis die recht tegenover het altaar met het Christusbeeld ligt.

### De kapitelen van het schip

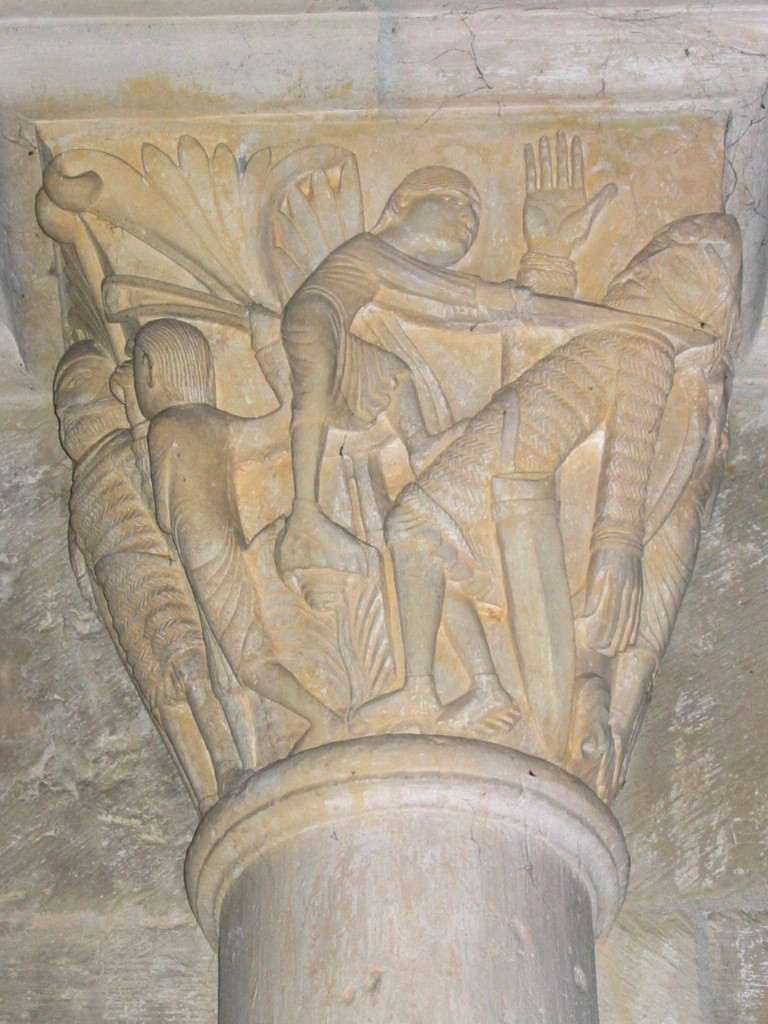
Het kapiteel De strijd van David tegen Goliath in het schip. Links: David zwaait met zijn slinger. Rechts: David doodt Goliath. (4e pijler noordzijde)

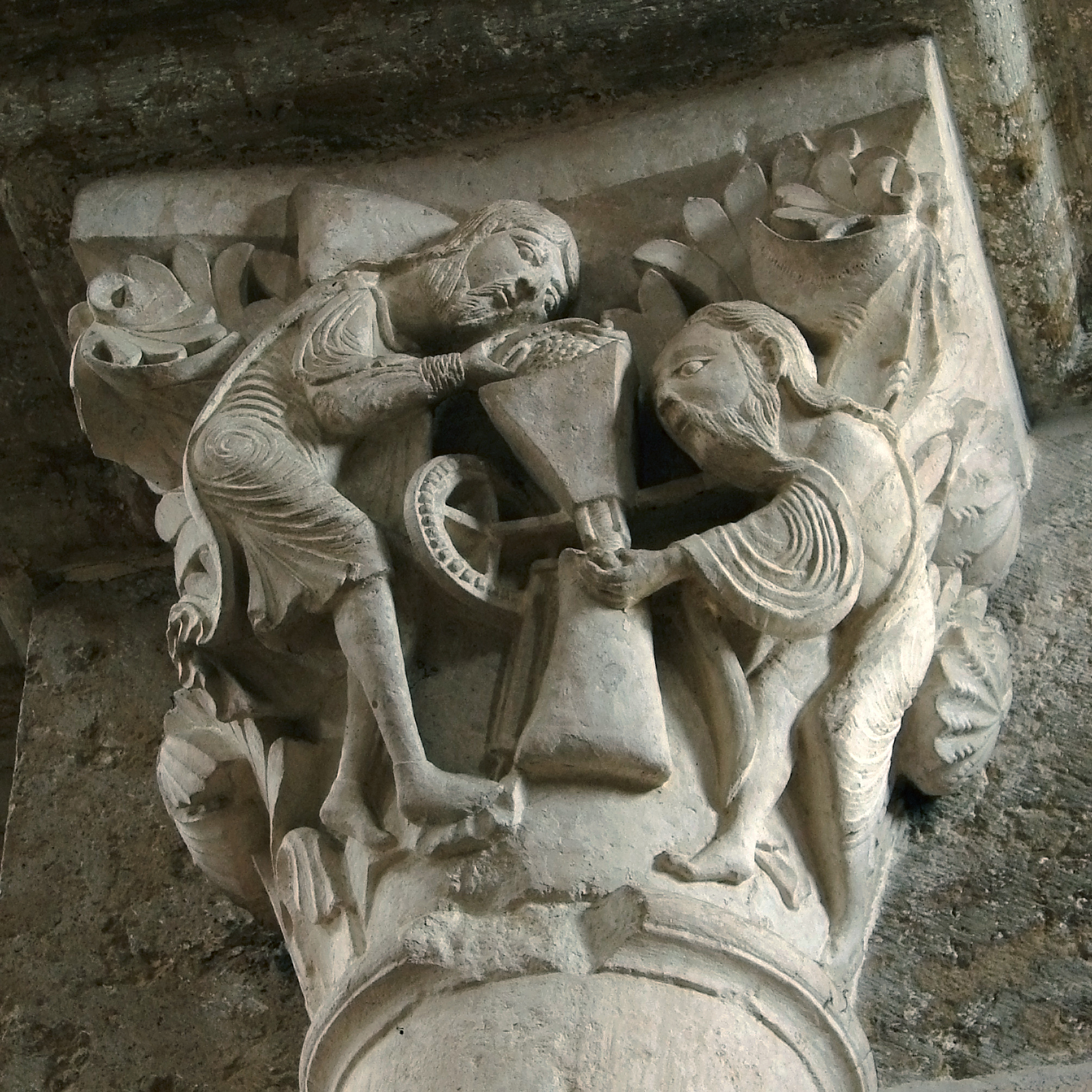
De zeer beroemde Moulin Mystique (Mystieke molen) is een meesterwerk van de romaanse beeldhouwkunst. Mozes stort het graan (symbool voor het Oude Testament) in de molen en Paulus vangt het meel (symbool voor het Nieuwe Testament) op. De molen, aangedreven door een wiel met een kruis erin, stelt Christus voor. Het beeld symboliseert de band tussen het Oude en het Nieuwe Testament.

De pilaren van de pijlers in het schip en de narthex zijn bekroond met superbe kapitelen uit de 12e eeuw; ze zijn vervaardigd in de jaren 1125 tot 1140, tijdens de regeringen van de koningen Louis VI de Grote en Louis VII de Jonge. Ze getuigen van de uitzonderlijke vakkennis van de Bourgondische beeldhouwers in de Middeleeuwen.
De voor het merendeel iconische kapitelen verwijzen met grote verbeeldingskracht naar Bijbelse, mythologische of fantastische onderwerpen; de Mystieke Molen is een van de beroemdste voorbeelden. Sommige zijn moraliserend waarbij de kastijding van zondaars voorop staat. Een aantal kapitelen beschrijft episodes uit het leven van heiligen. Slechts af en toe tonen de kapitelen lofwerk.
De 118 kapitelen in de basiliek (94 in het schip en 24 in de narthex), waarschijnlijk vervaardigd door een atelier met vijf meester-beeldhouwers, vormt - met die van de Kathedraal Saint-Lazare van Autun de belangrijkste verzameling van Bourgondië. Acht ervan zijn opnieuw gemaakt in de 19e eeuw; ze zijn gemakkelijk te herkennen door hun lichte kleur. De resten van de originelen bevinden zich in het lapidarium van de kerk.
Bepaalde onderwerpen zijn nogal vreemd. Een aantal kapitelen voeren fabeldieren ten tonele zoals cynocefalen en panotti. Het kapiteel Ontvoering van Ganymedes door Zeus gaat terug op homoseksuele trekken van Zeus, door sommigen onverenigbaar met de ideeën van de Middeleeuwse christelijke kerk geacht.

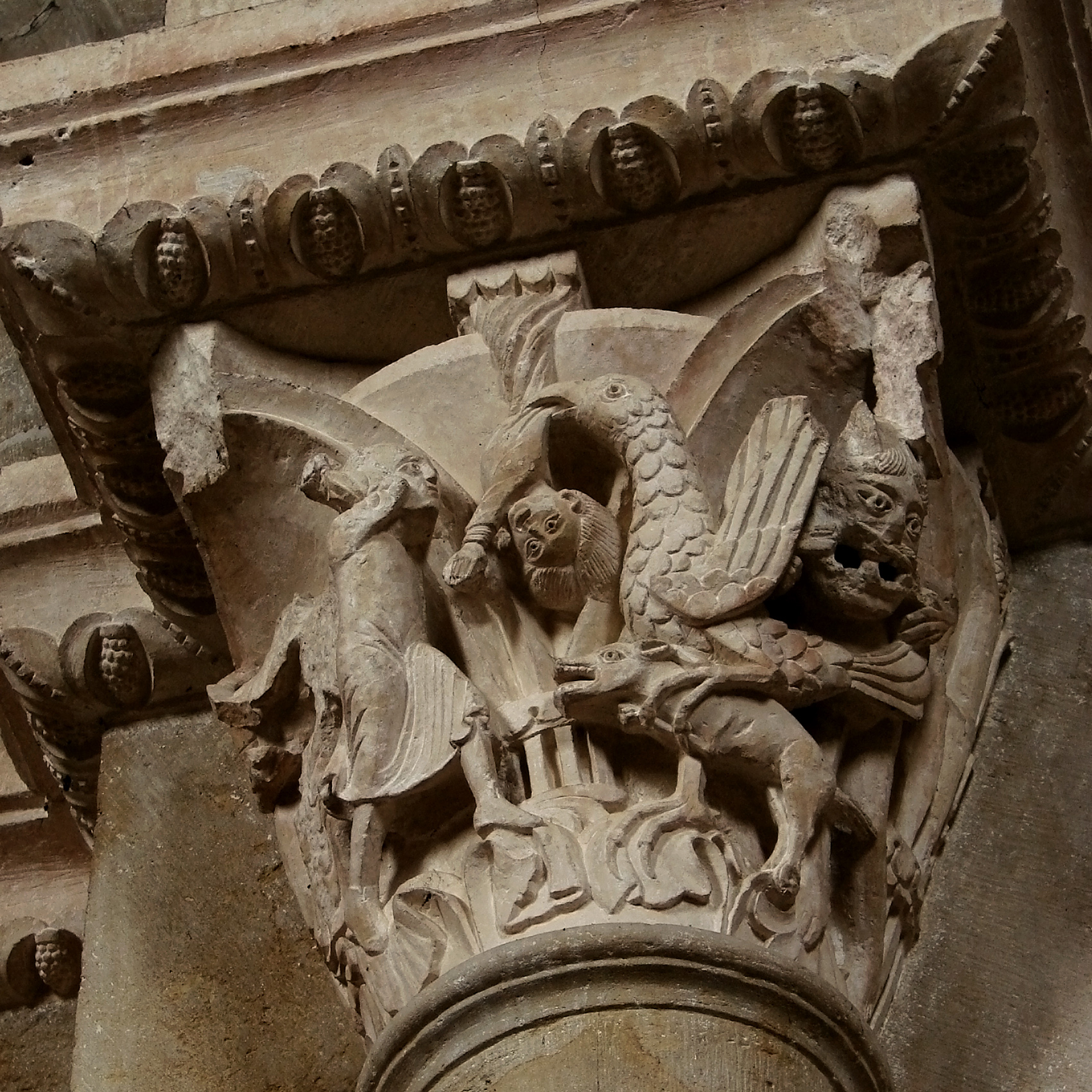
De ontvoering van Ganymedes : Zeus, die zich veranderd heeft in een arend, ontvoert Ganymedes om hem tot zijn geliefde en opperschenker van de goden te maken.
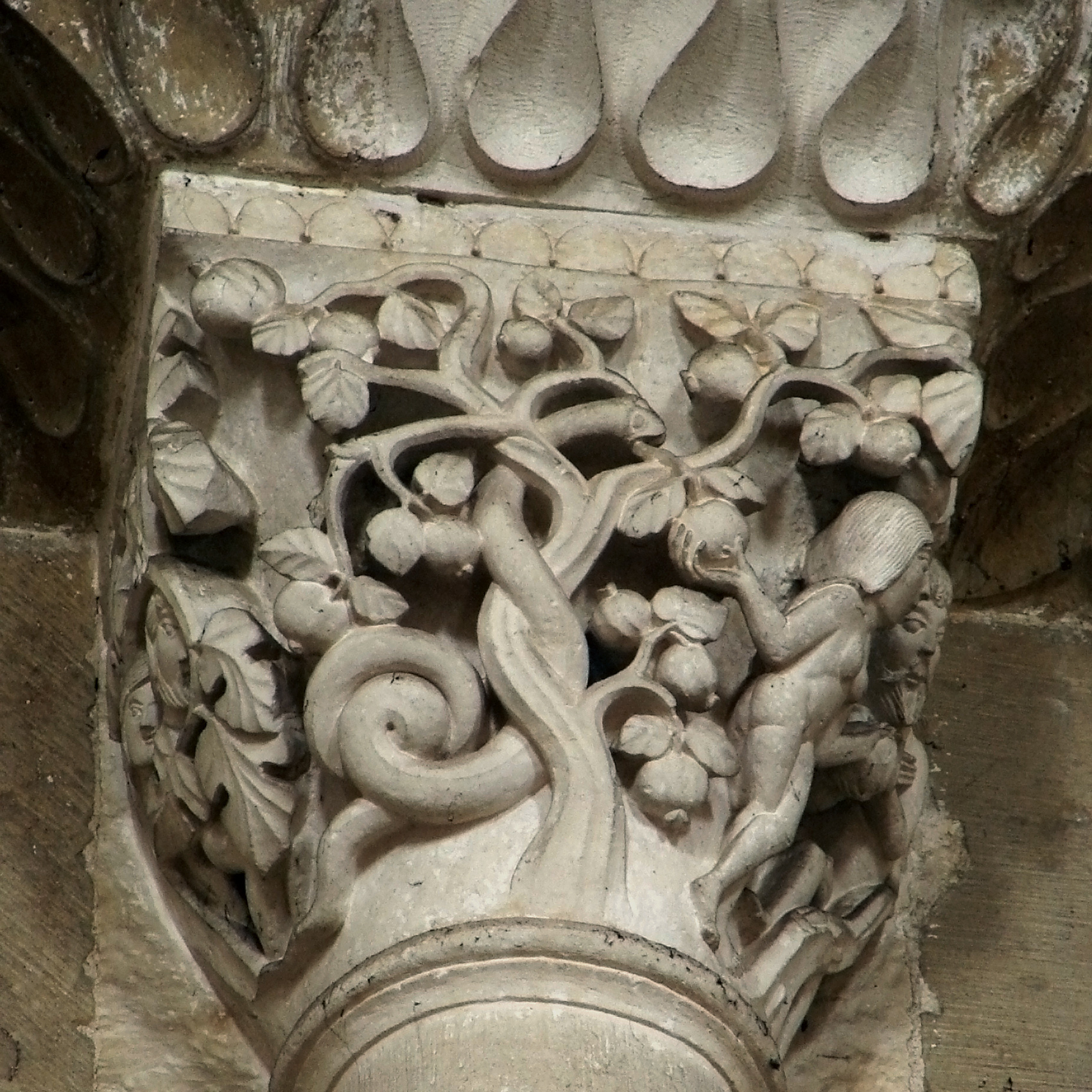
Adam en Eva, de slang en de zondeval.
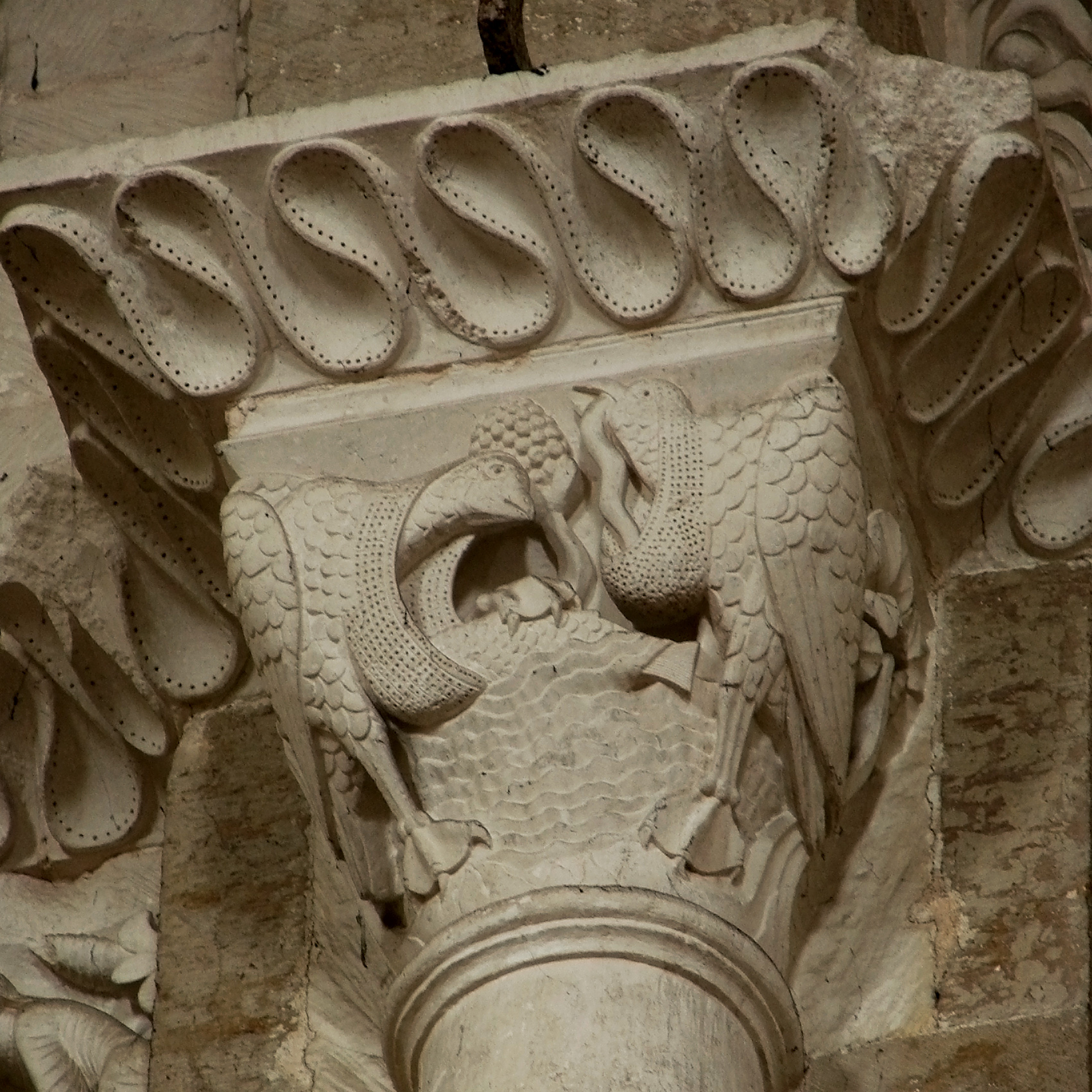
De pelikanen, symbolen van ouderliefde en zelfopoffering.
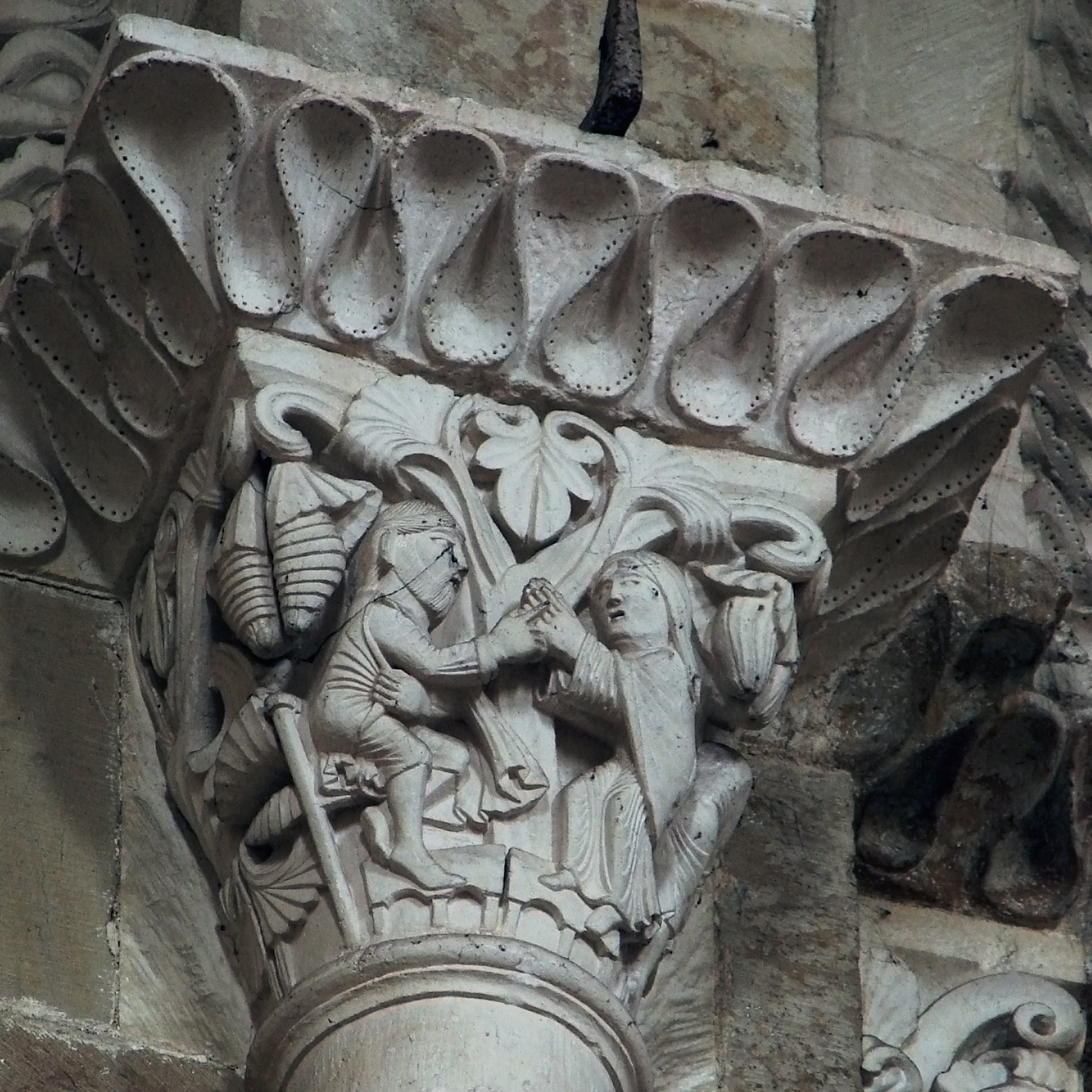
Herodes en Herodias, Herodias vraagt het hoofd van Johannes de Doper aan haar echtgenoot.
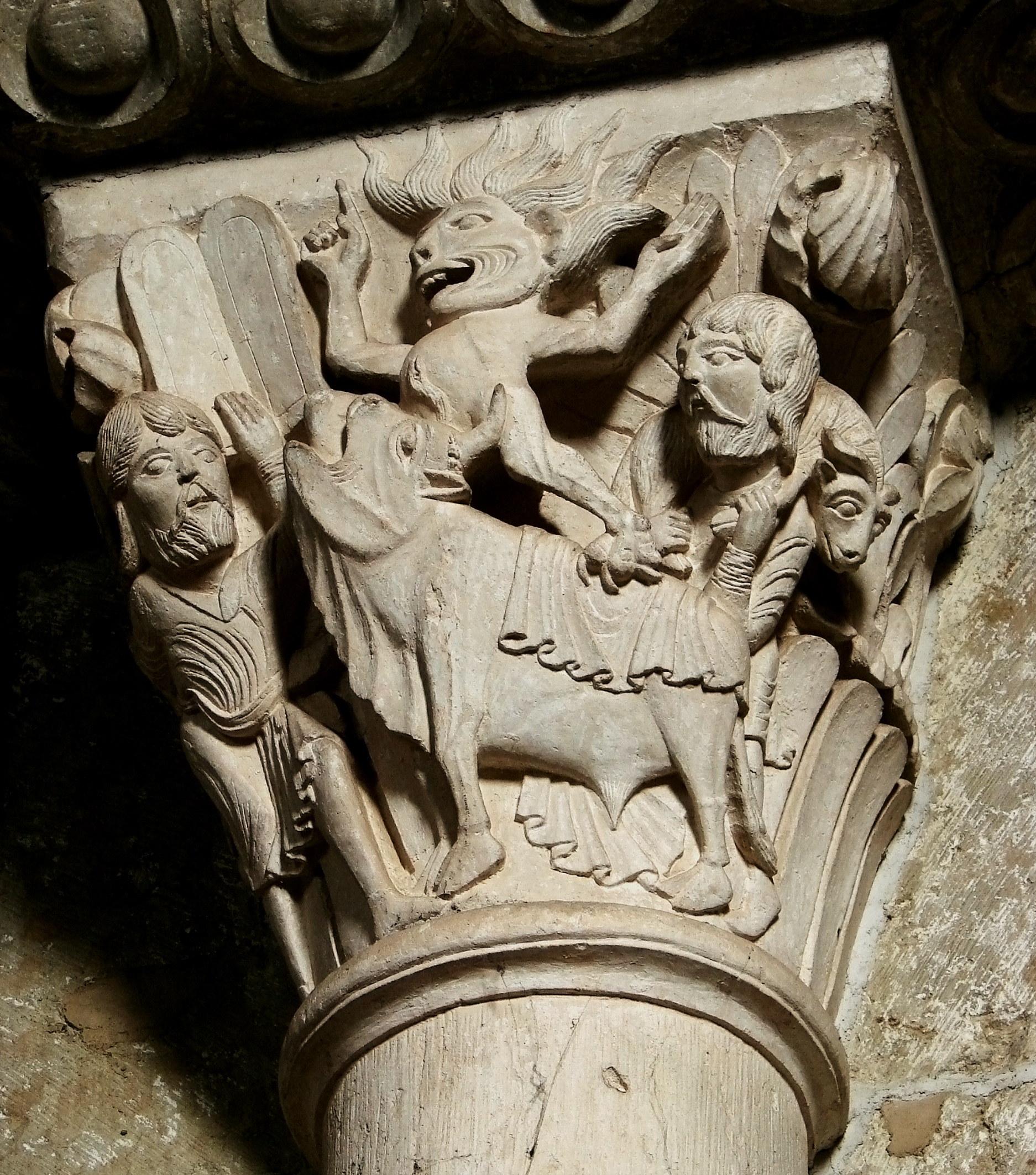
Mozes en het gouden kalf : Rechts, een man draagt een geit aan om het te offeren aan het Gouden Kalf, dat bezeten is door een duivel; links, Mozes zwaait met een stok, de Tafelen van de Wet (6e pijler noordzijde).
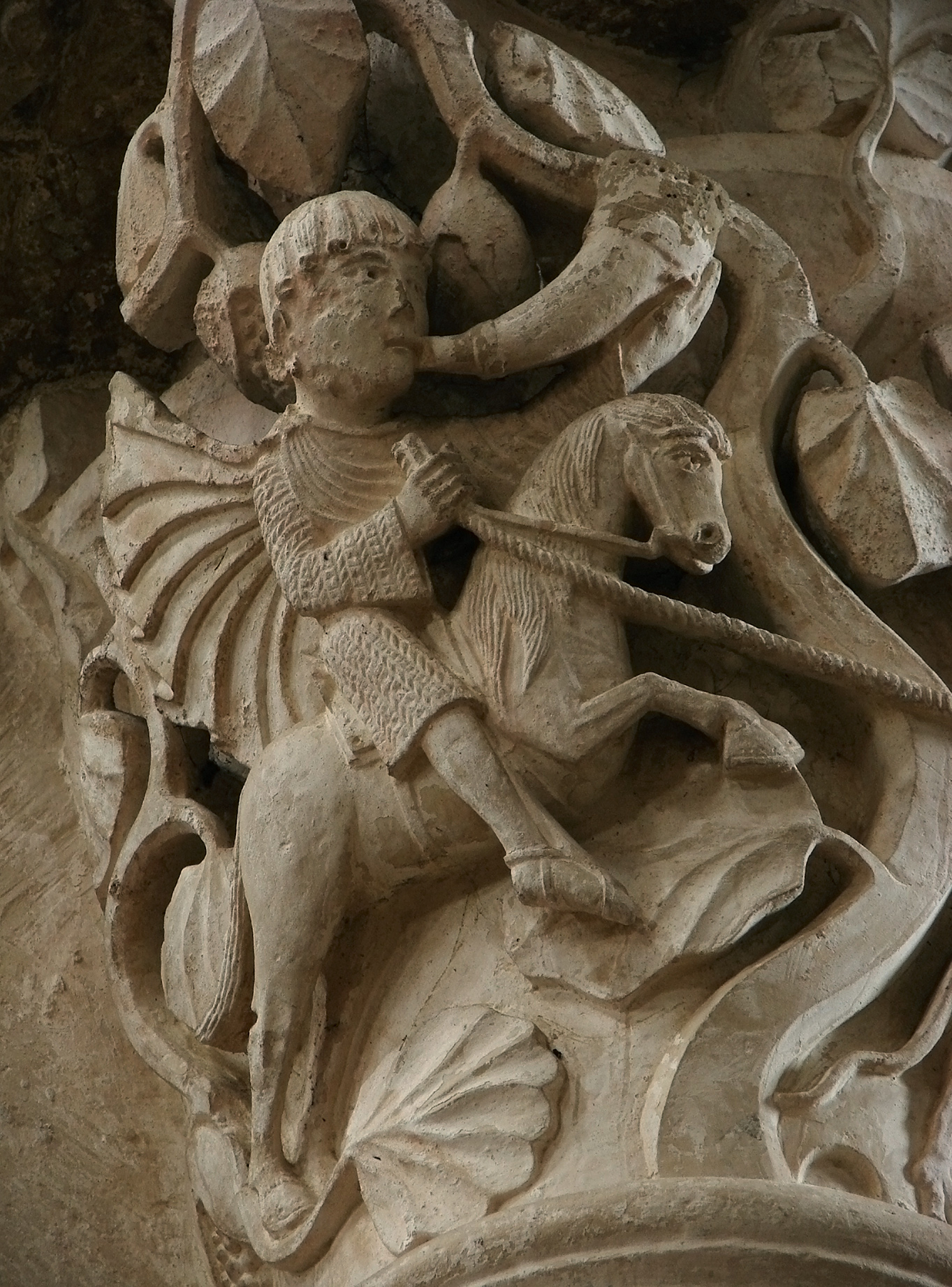
De verandering van de H. Eustachius of de H. Hubertus (3e pijler, zuidzijde van het schip).
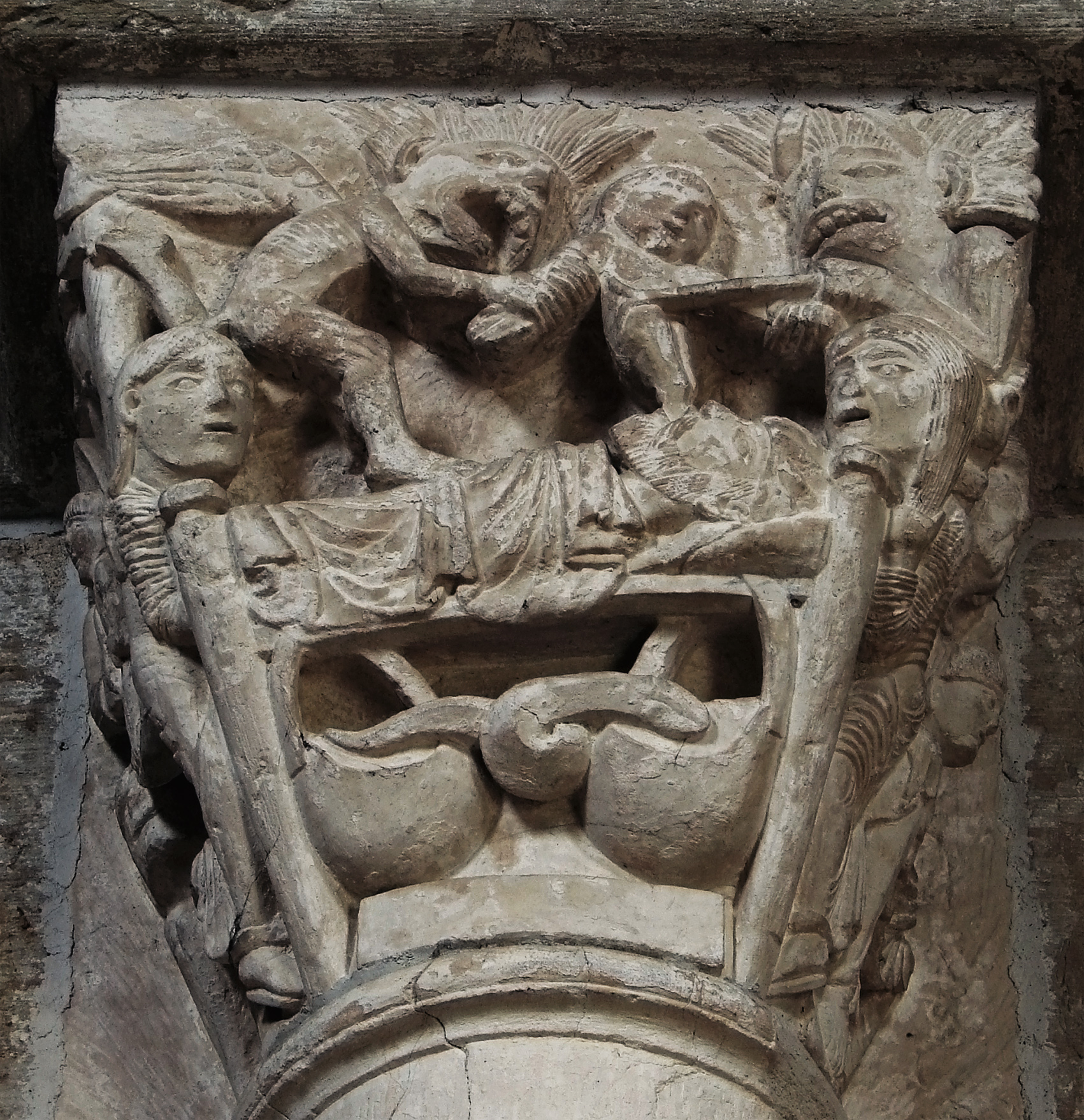
Dood van de slechte rijke, twee duivels maken zich meester van zijn ziel. Onder zijn bed ligt een slang, symbool van het Kwaad.
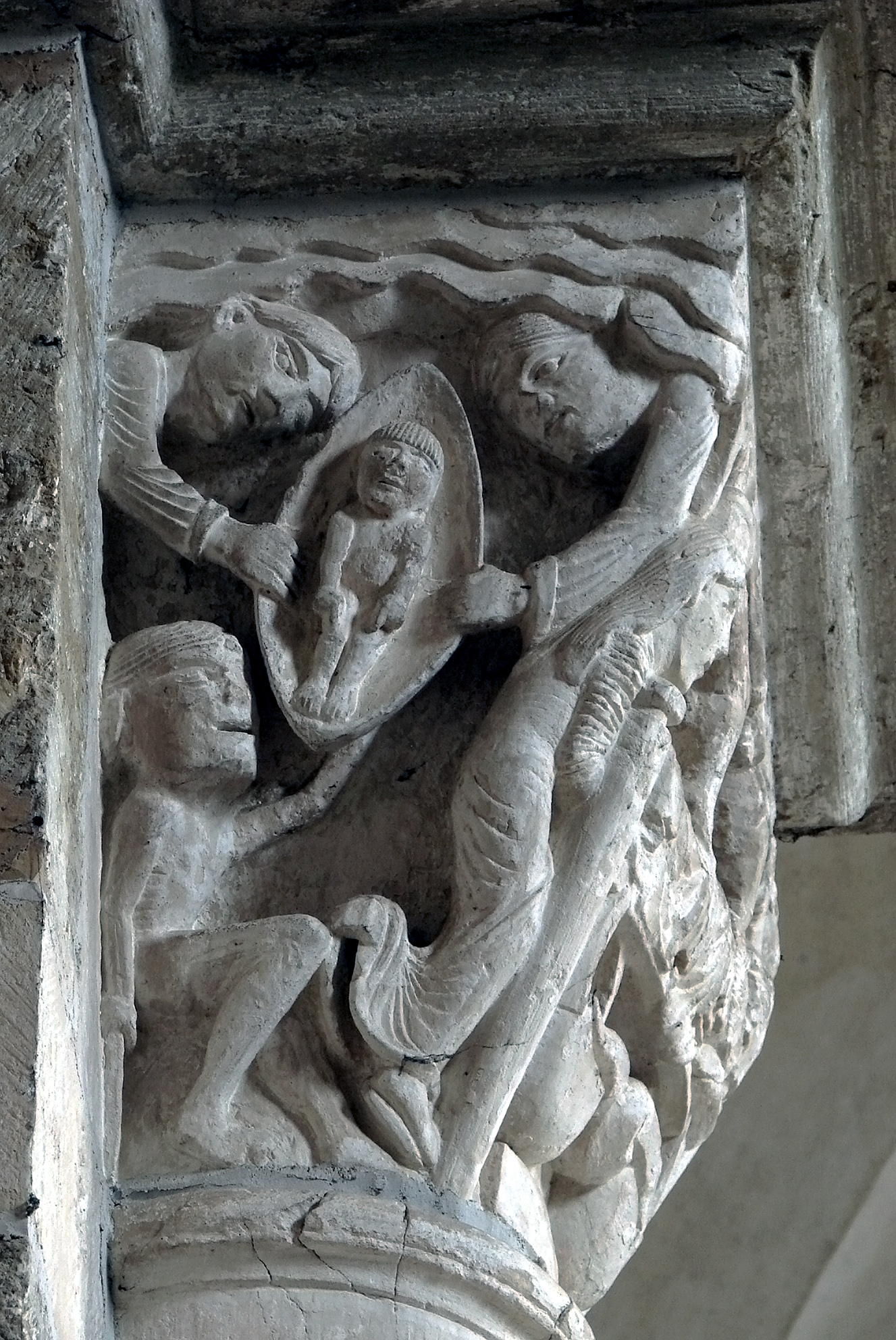
Dood van de arme Lazarus (het personage van de parabool in de evangelie van Lucas, niet de door Christus opgewekte); zijn ziel stijgt op naar de hemel in een mandorla, opgevangen door twee engelen.
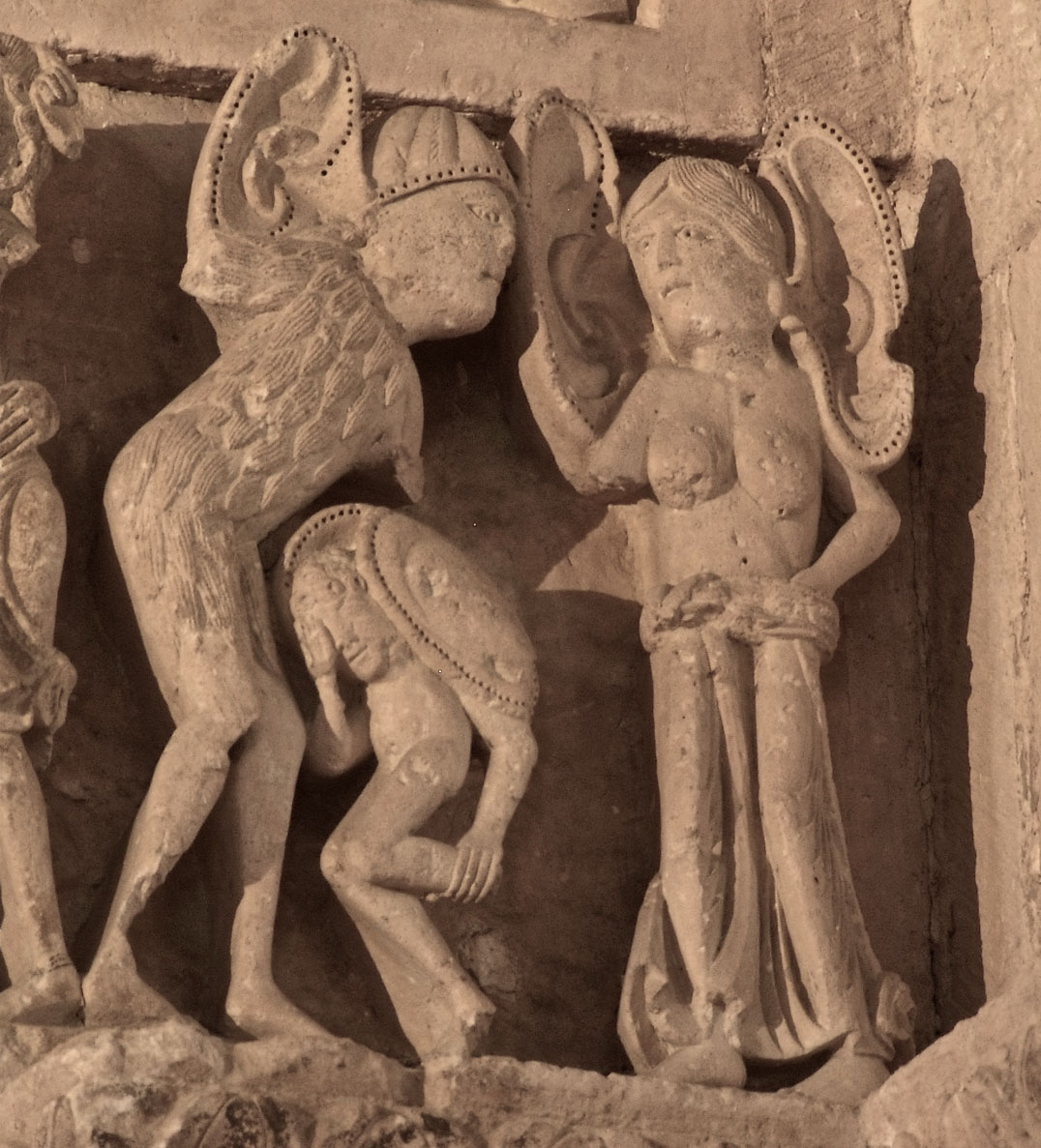
Panotti of Panoteanen.
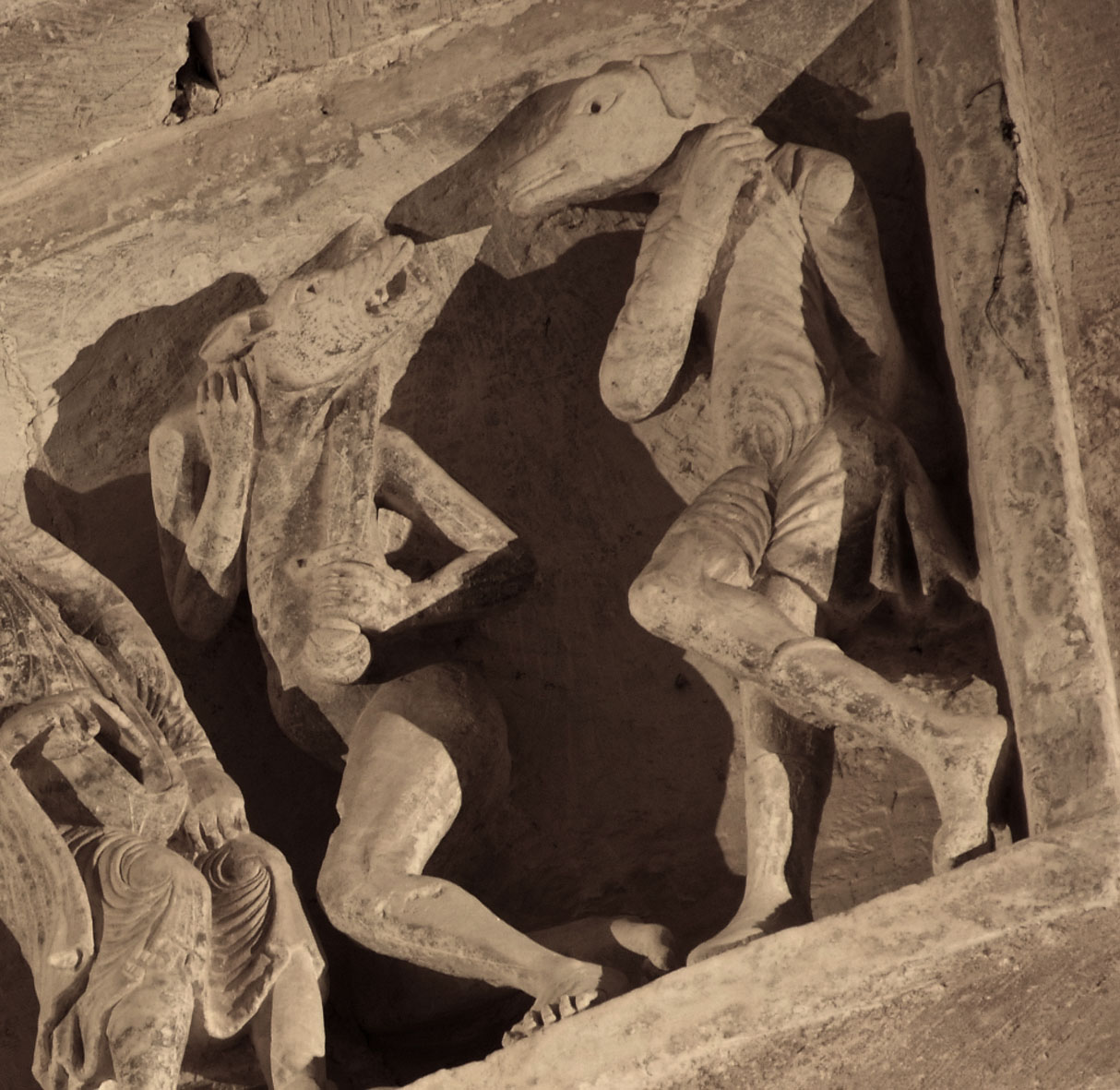
Cynocephalen of Kynocefalen.
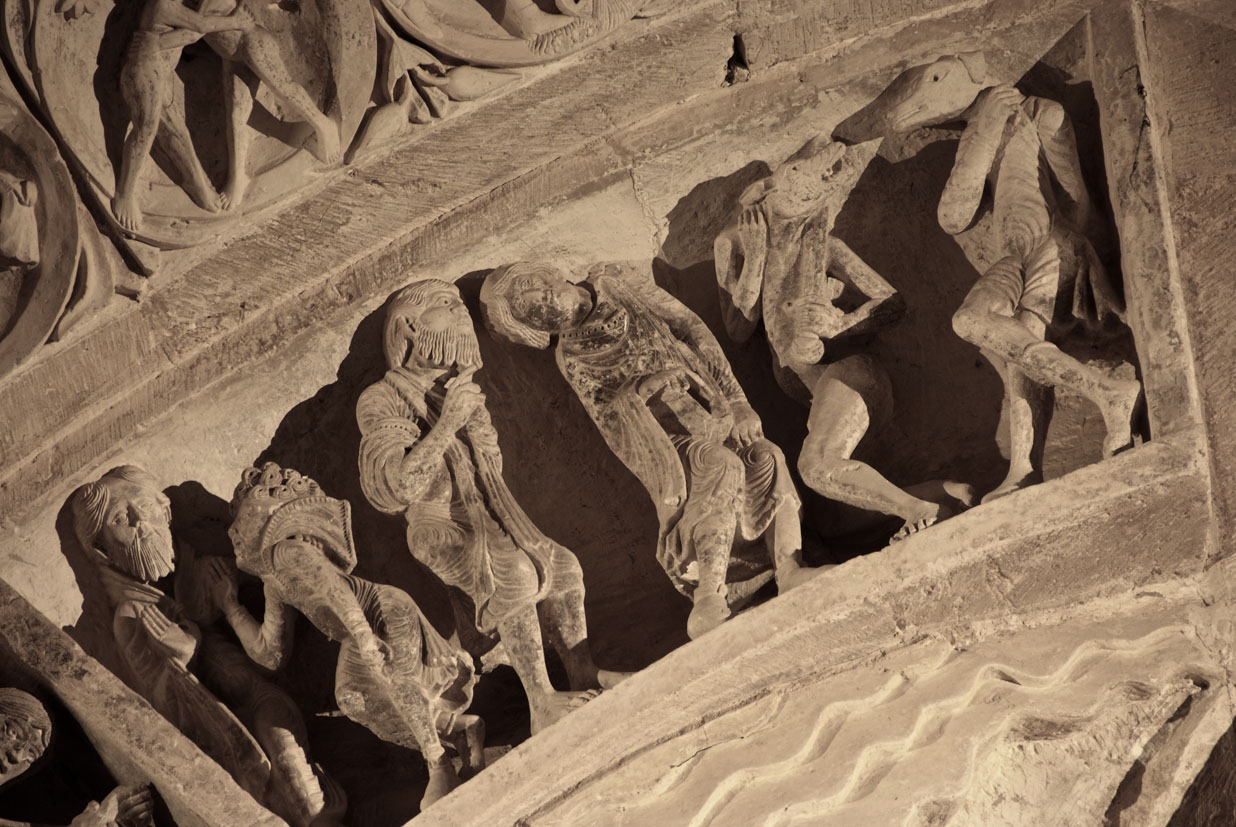
Cynocephalen of Kynocefalen.

### De kapitelen van de narthex
Al even schitterend zijn de kapitelen van de narthex die uit dezelfde tijd stammen en soortgelijke thema's uitbeelden. Ze zijn eveneens in zeer goede staat.

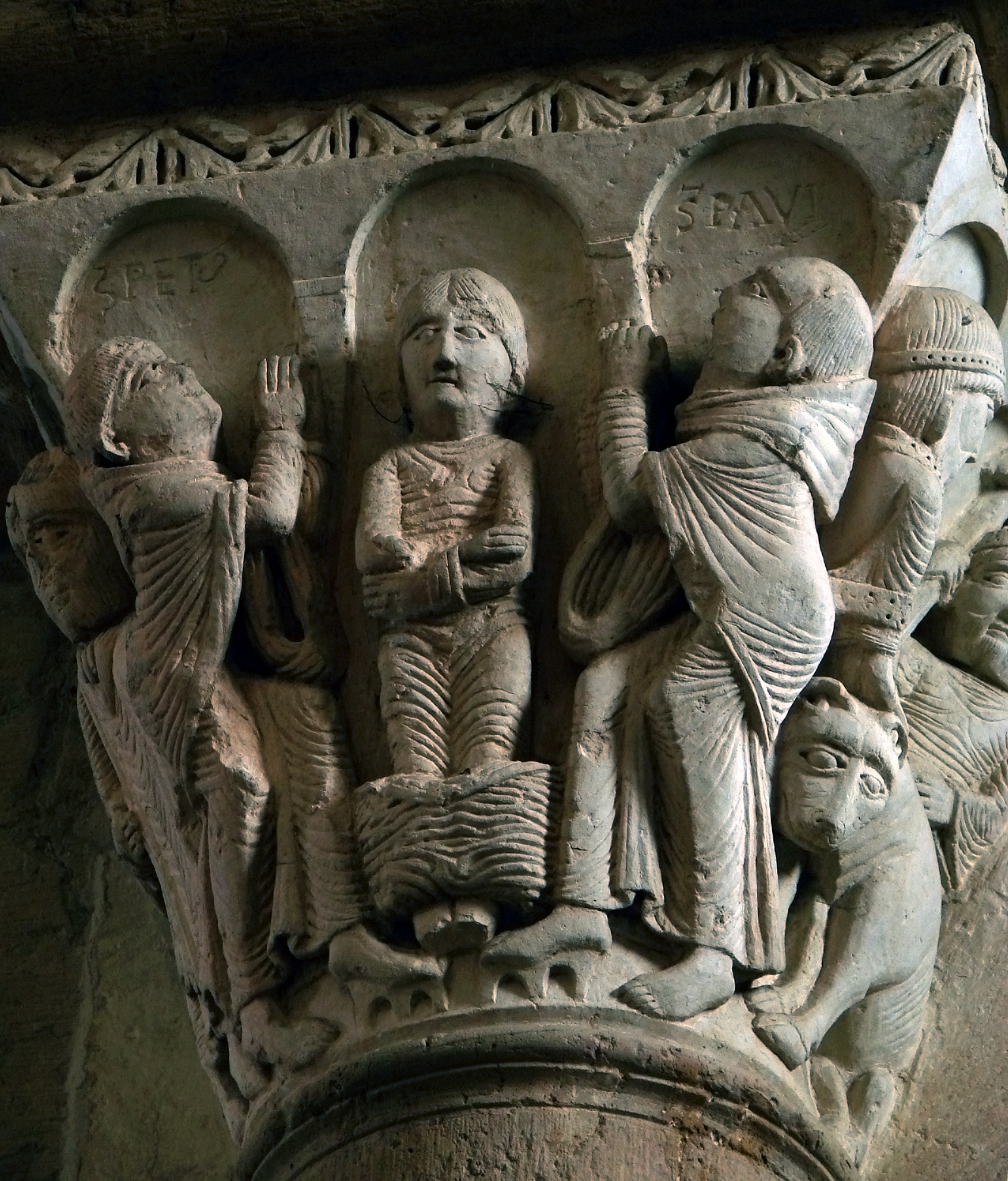
Biddende Petrus en Paulus voor de verbetering van de door het Kwaad gehinderde wereld.
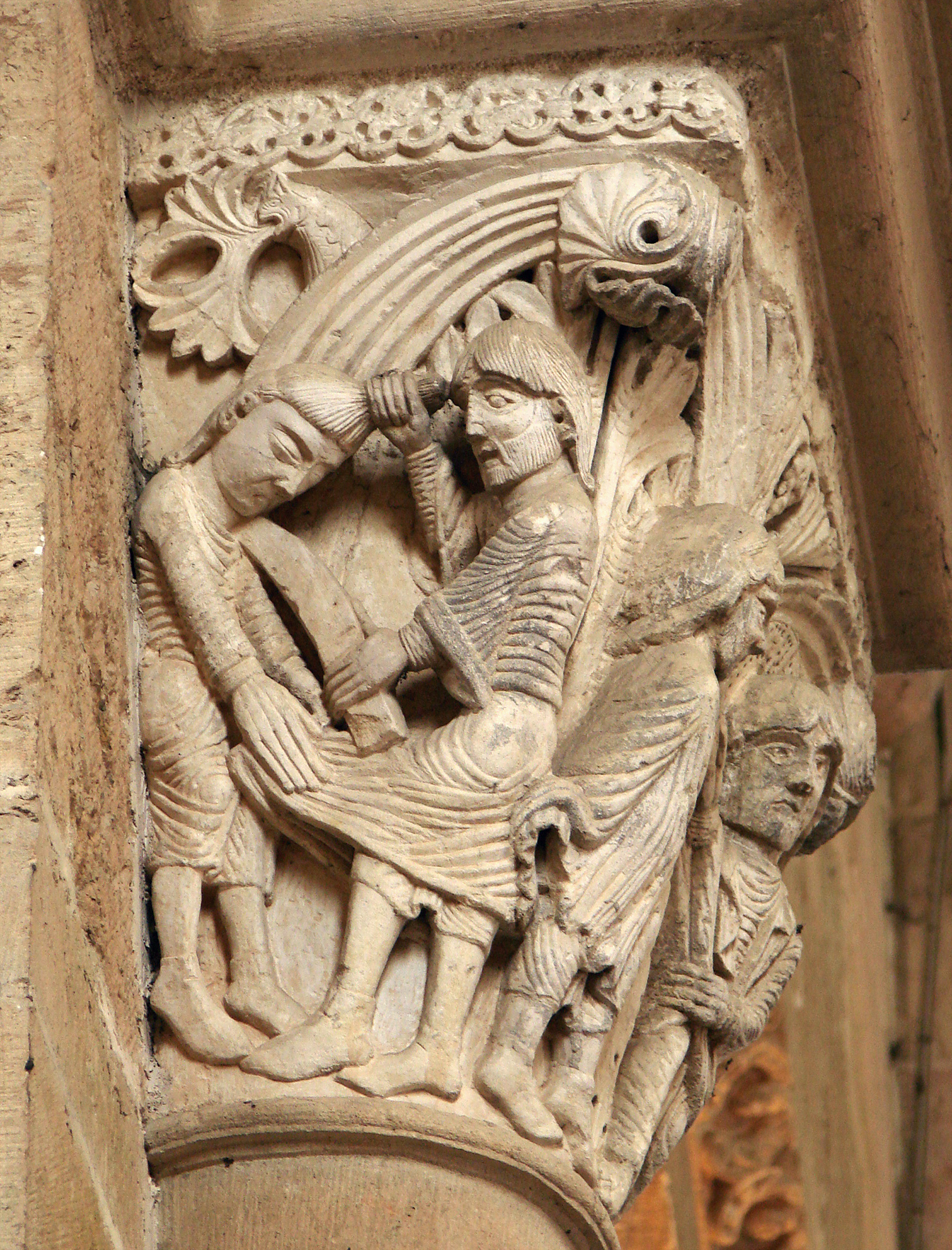
De onthoofding van Johannes de Doper. De beul vat Johannes bij de haren alvorens hem te onthoofden.
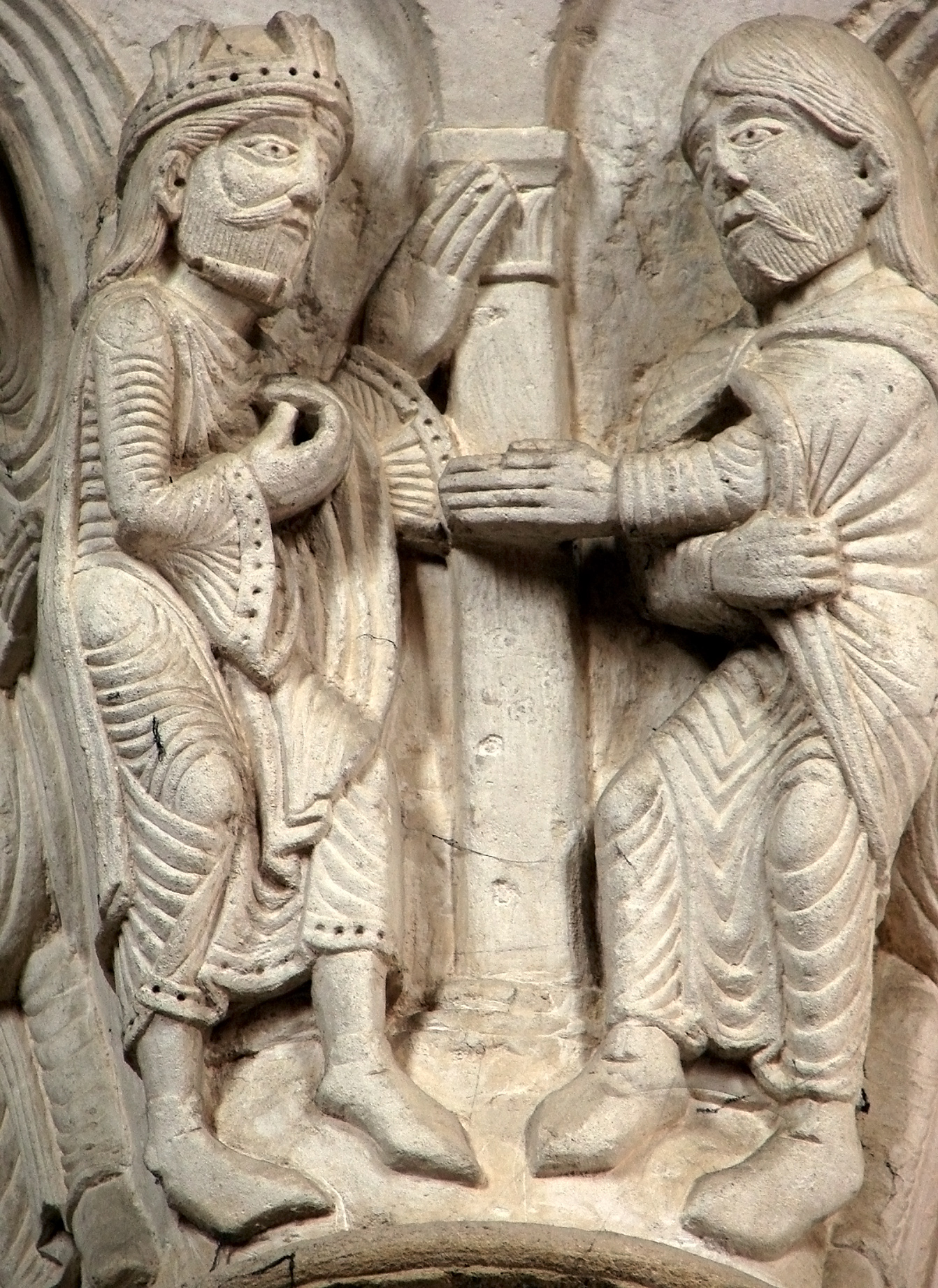
De profeet Nathan en David: Nathan verwijt David zijn relatie met Batseba, vrouw van zijn generaal Uria.
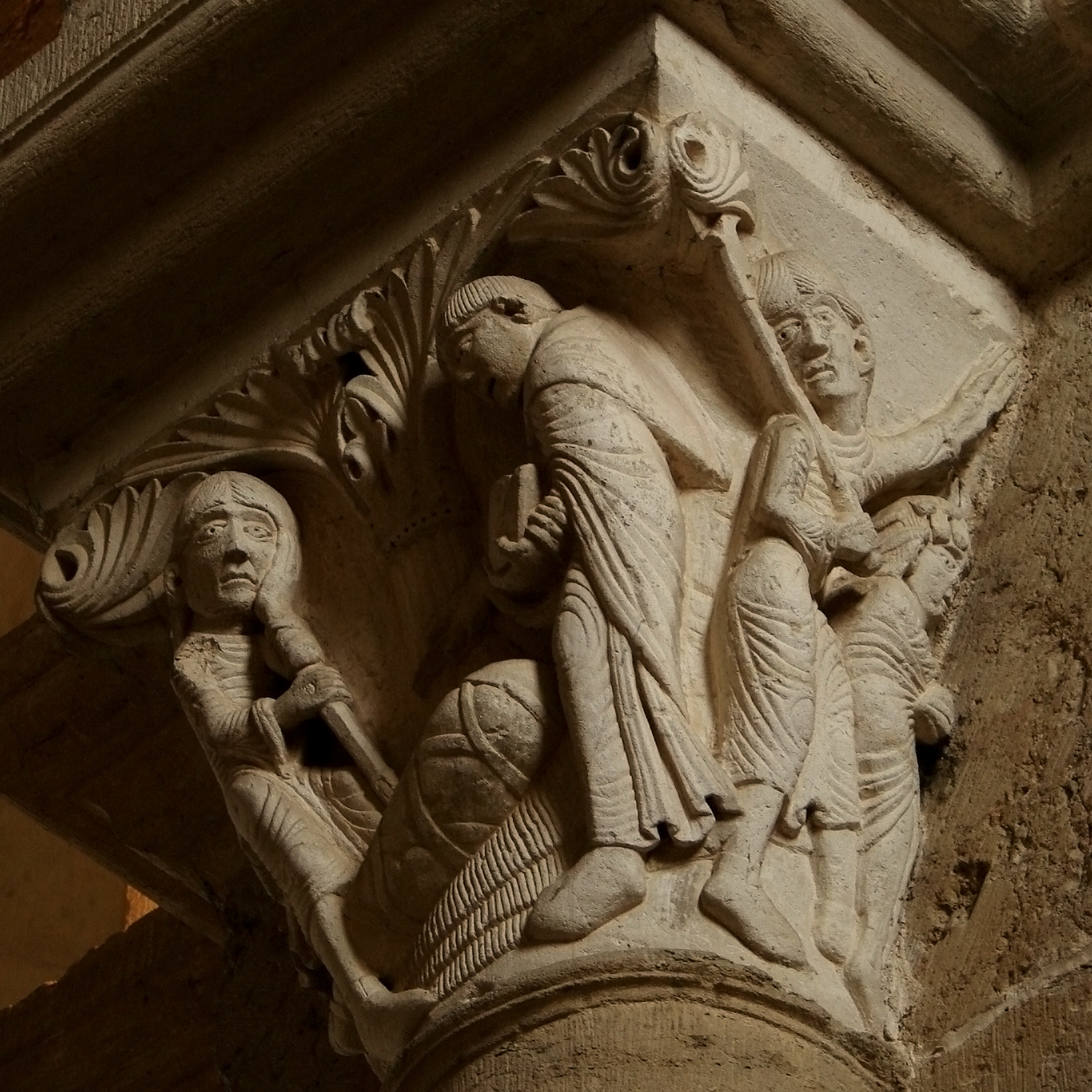
De H. Benedictus wekt een kind uit de dood onder de ongelovige ogen van de vader.

### Enkele maten en karakteristieken
- Lengte van het gebouw : 120 m

De narthex

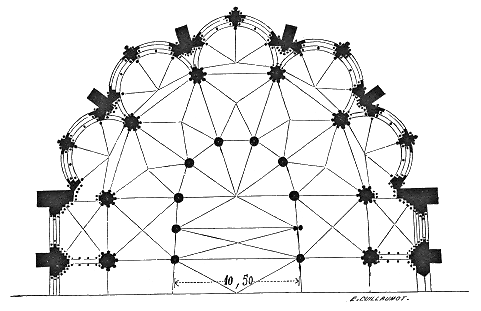
Plattegrond van het koor

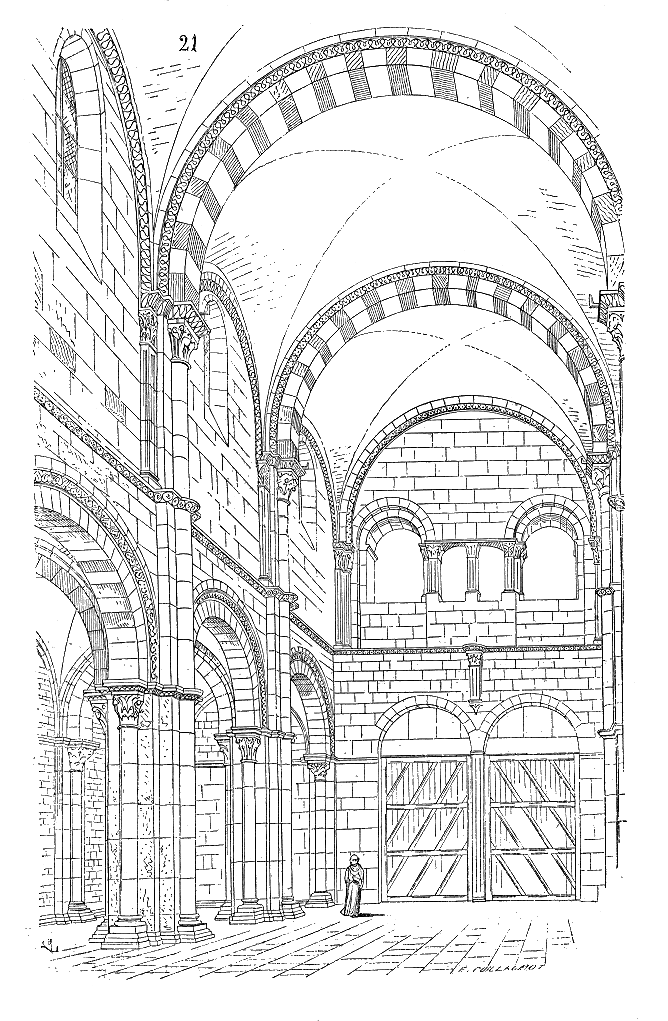
Gezicht vanaf het schip naar de narthex - schets van Viollet-le-Duc.

- Breedte binnenkant van de narthex : 23.5 m[7]
- Lengte van de narthex : 22 m
- Hoogte van de narthex : 19.5 m
- De narthex heeft twee niveaus : grote arcades en galerijen

Het schip
- Lengte van het schip : 62.50 m
- Hoogte van de gewelven van het middenschip : 18.55 m
- Breedte van het schip, met inbegrip van de zijbeuken : 23.25 m
- Breedte van het middenschip tussen de assen van de pilaren : 11 m
- Breedte van elke zijbeuk : 6.2 m
- Hoogte van elke zijbeuk : 7.5 m
- Het gewelf van elk travee van het middenschip weegt 45 ton
- De pijlers van het schip hebben de vorm van een kruis waartegen 4 halve pilaren geplaatst zijn. Elke pijler is 2.5 m breed
- Het schip heeft twee niveaus : grote arcades en lichtbeuk

Het koor
- Hoogte van het gewelf van het koor : 22 m
- Lengte van het koor : 26.6 m
- Breedte van het koor : 10.65 m
- Het koor heeft drie niveaus ; grote arcades, triforium en lichtbeuk

De torens
- Hoogte van de toren Saint-Michel : 38 m
- Hoogte van de toren Saint-Antoine : 35 m